# Stosunki polsko-litewskie

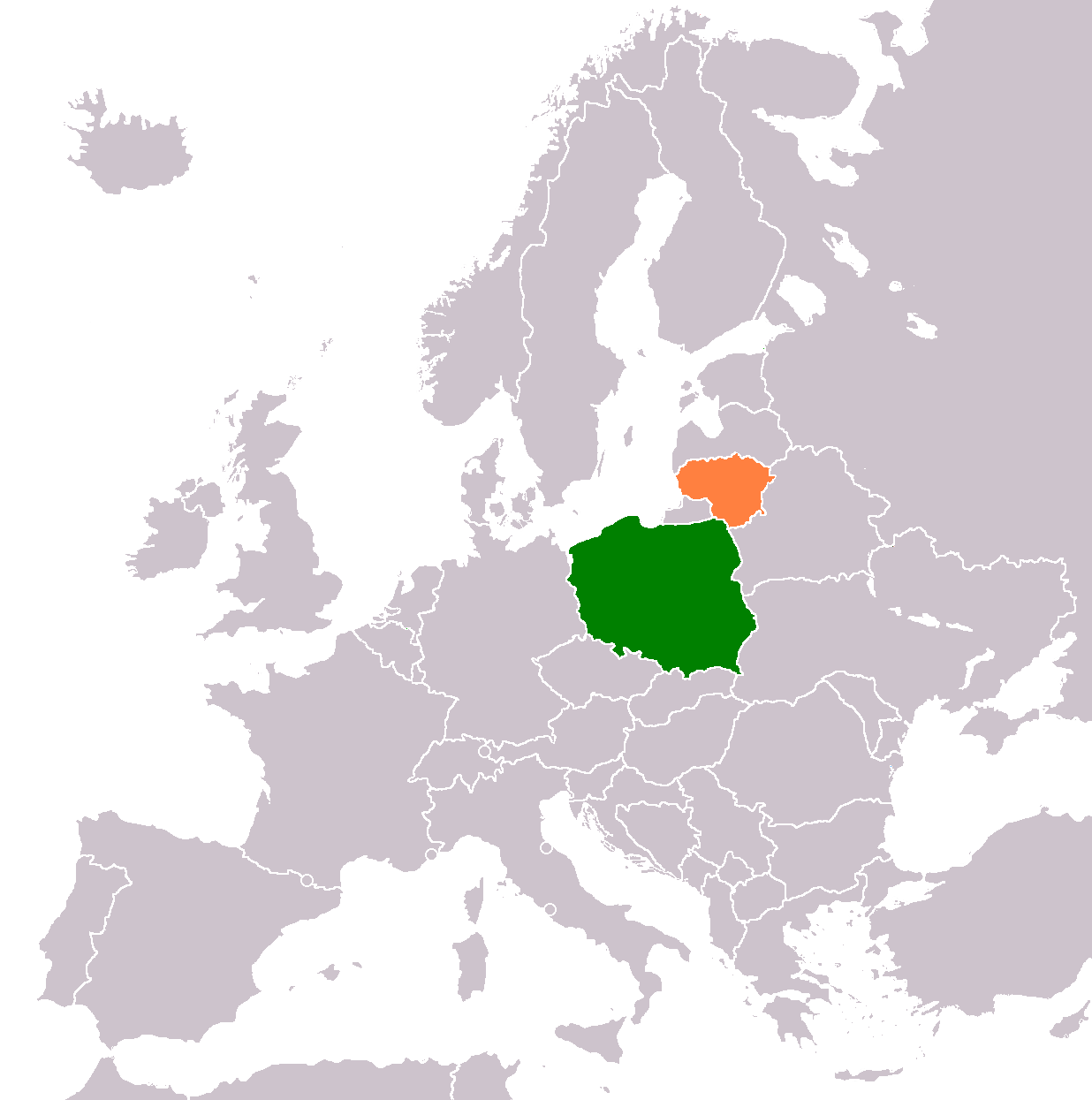
Położenie Litwy i Polski w Europie

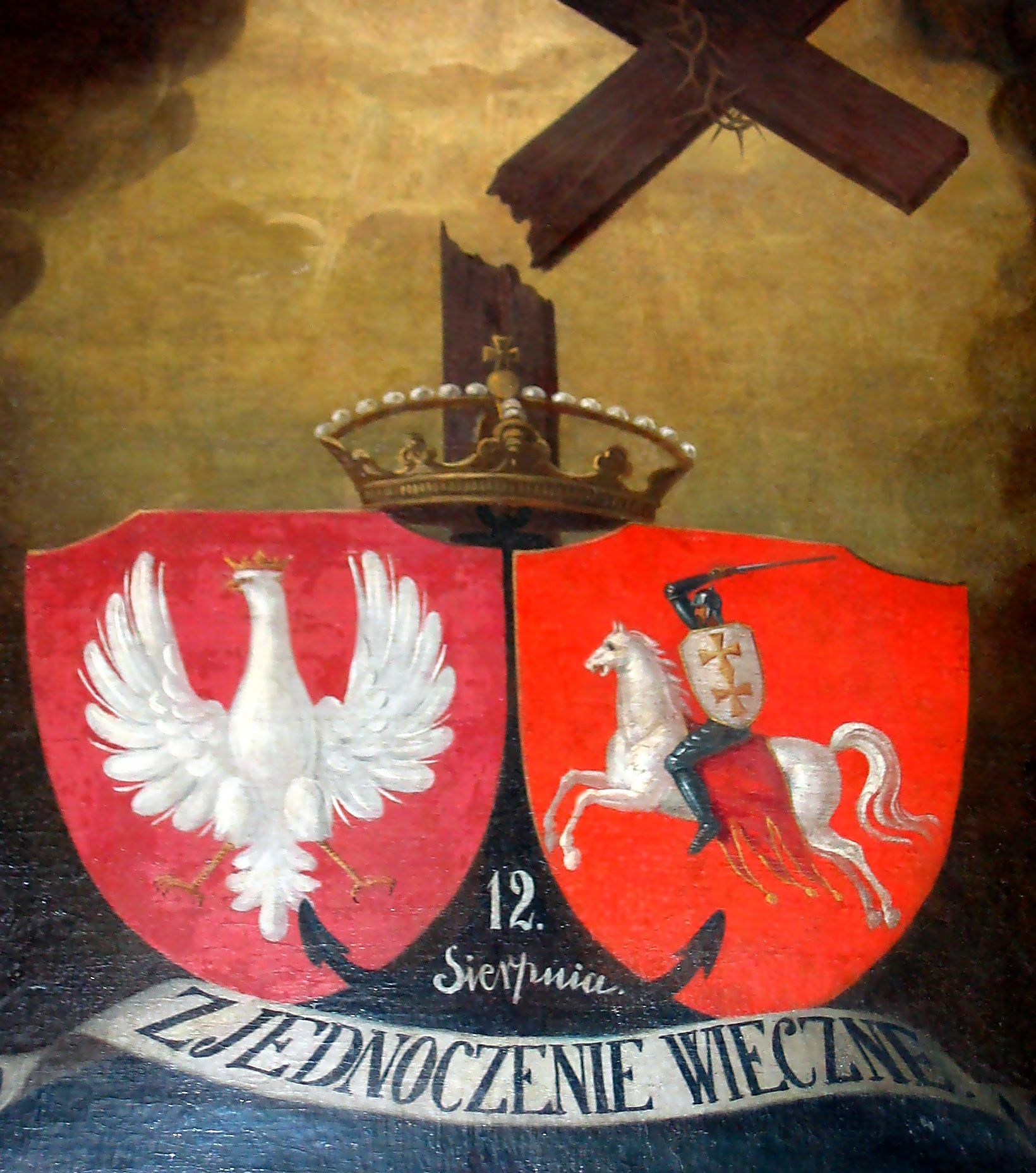
Obraz upamiętniający unię krewską

Stosunki polsko-litewskie – relacje międzynarodowe łączące Polskę i Litwę.
Początki historii stosunków pomiędzy tymi państwami sięgają wieku XIII, gdy zjednoczone przez Mendoga państwo, zagarnąwszy część terenów Rusi, wdało się w pierwsze zatargi sąsiedzkie z książętami polskimi. Epoka wzajemnych walk i najazdów, choć na krótko przerwana sojuszem Władysława Łokietka z Giedyminem, trwała w praktyce do roku 1385, gdy zawarto pierwszą polsko-litewską unię personalną – unię w Krewie – często interpretowaną jako akt inkorporacji Litwy przez Polskę.
Unię krewską w 1385 roku uznaje się zaledwie za akt państwowy, nie będący unią, w którym Jagiełło zobowiązał się włączyć Litwę do Korony Królestwa Polskiego jako jej część składową. Od 1401 do 1569 roku łączyła Polskę i Litwę jedynie unia personalna, zrywana w latach 1440–1447, 1492–1501.
Wielką zmianę przyniosło zawarcie unii lubelskiej w 1569 roku. W jej wyniku powstała Rzeczpospolita Obojga Narodów, funkcjonująca do czasu uchwalenia Zaręczenia Wzajemnego Obojga Narodów przez Sejm Czteroletni w 1791 roku.
Dalszą integrację przerwały rozbiory, w wyniku których tereny Rzeczypospolitej zostały rozczłonkowane i znalazły się w granicach trzech europejskich mocarstw – Austrii, Prus i Rosji.
Mimo rozmaitych inicjatyw politycznych takich jak działalność Hotelu Lambert w czasie zaborów, czy też inicjatywa budowy federacji tuż po I wojnie światowej zaproponowana przez Józefa Piłsudskiego, próby restytucji państwa dualistycznego nie powiodły się. Przez większą część okresu międzywojennego, aż do roku 1938, gdy nawiązano stosunki dyplomatyczne, Polska i Litwa pozostawały nawet formalnie w stanie wojny. Kwestią sporną stała się przynależność Wilna i terenów tzw. Litwy Środkowej, której podporządkowaniu Polsce sprzeciwiał się rząd w Kownie.
Po wybuchu II wojny światowej tereny te zostały przyznane Litwie przez ZSRR (1939), jednak już wkrótce całe terytorium tej republiki zostało przez Związek Radziecki anektowane. Po zakończeniu wojny, zarówno Polska, jak i Litwa, jako Litewska Socjalistyczna Republika Radziecka, znalazły się w bloku państw socjalistycznych. W tej sytuacji kwestia stosunków polsko-litewskich formalnie nie istniała, a związana z nią problematyka poruszana była jedynie wśród środowisk emigracyjnych. Zmianę przyniósł dopiero upadek bloku wschodniego – w tym częściowo wolne wybory w Polsce w 1989 i odzyskanie niepodległości przez Litwę w 1991 r. Obecnie obydwa państwa starają się rozwijać dobrosąsiedzką współpracę.

## Polska i Litwa przed 1385 rokiem

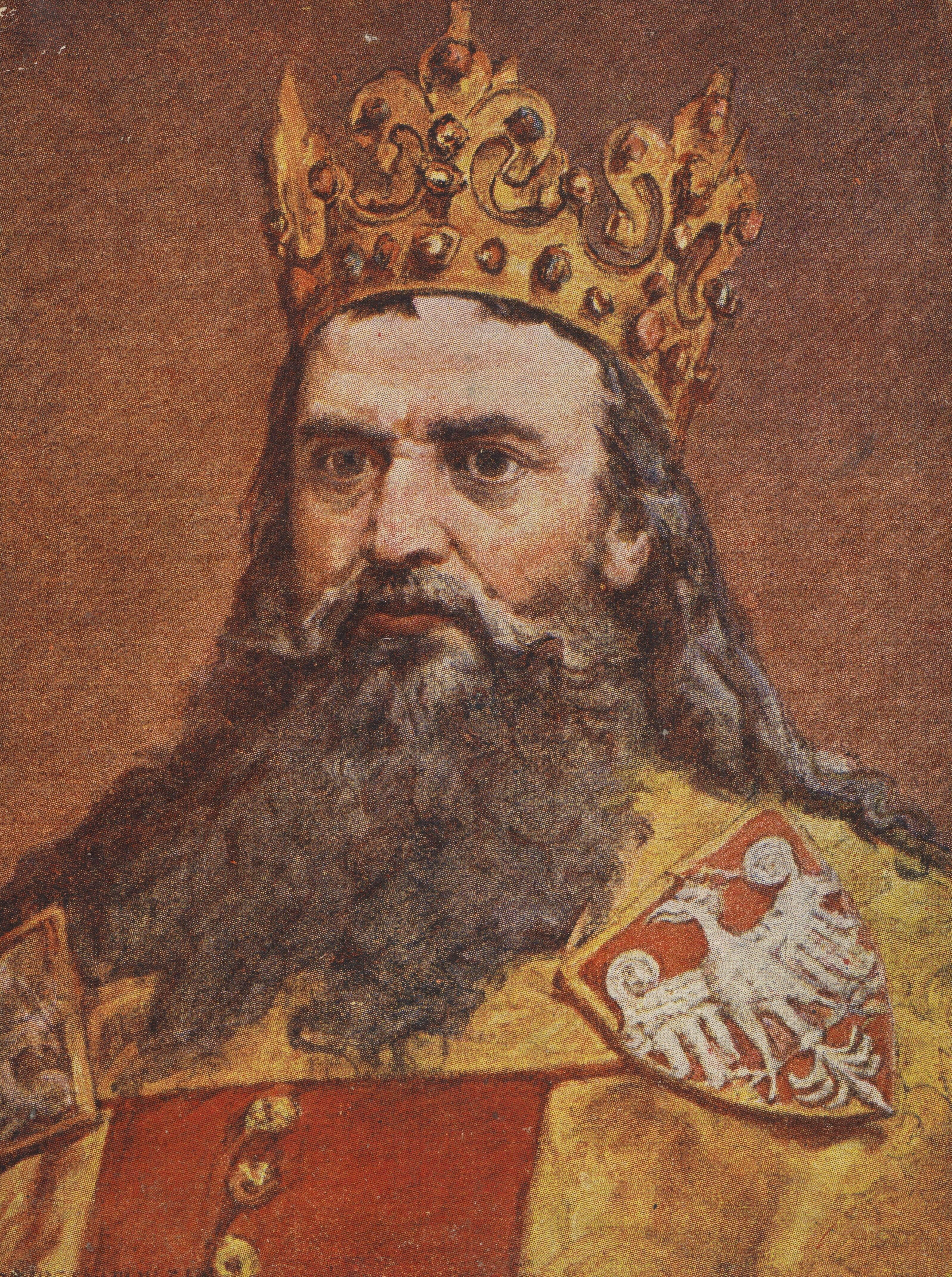
Kazimierz III Wielki – król Polski

Państwo litewskie powstało w połowie XIII wieku. Początkowo panowała w nim tzw. demokracja plemienna (wiecowa). Stopniowo ważną pozycję zyskiwali lokalni możnowładcy, zwani kunigasami. W roku 1240 na Litwie było pięciu głównych kunigasów, lecz jeden z nich – Mendog (lit. Mindaugas) – doprowadził do marginalizacji czterech pozostałych i w praktyce stał się jedynowładcą Auksztoty (lit. Aukštaitija). Książę Mendog przyłączył do ziem rdzennej pogańskiej Litwy prawosławne terytoria ruskie – Ruś Czarną i Ziemię Połocką. Zawarł także sojusz z Krzyżakami, przy poparciu których przyjął chrzest (1251) i uzyskał koronę królewską (1253), jednak społeczeństwo Litwy pozostało pogańskie, gdyż warunkiem pełnego podporządkowania się księciu przez Żmudzinów było zaprzestanie chrystianizacji kraju. Z drugiej strony dochodziło do polsko-litewskich walk, głównie na terenach przygranicznych. Gdy Litwinom udało się pokonać Jaćwingów znaleźli się oni w bezpośrednim sąsiedztwie terytoriów Mazowsza. W 1262 miał miejsce najazd zbrojny, w wyniku którego śmierć poniósł Siemowit I mazowiecki, a do niewoli litewskiej trafił jego syn – Konrad II czerski.
Po śmierci Mendoga kolejni władcy litewscy kontynuowali proces umacniania państwowości. Prowadzili także aktywną politykę dynastyczną – Trojden (lit. Traidenis), jeden z następców Mendoga, wydał swoją córkę Gaudemundę Zofię za Bolesława II, księcia mazowieckiego.
Trwały też najazdy na ziemie polskie – w 1294 r., w wyniku jednej z litewskich wypraw poległ kolejny z książąt – Kazimierz II łęczycki. W tym czasie więziono również jednego z władców ziemi dobrzyńskiej – Siemowita dobrzyńskiego. W 1316 władzę na Litwie objął Giedymin (lit. Gediminas), za czasów którego zawiązał się pierwszy sojusz polsko-litewski (1325). Do jego zawarcia doszło pomiędzy królem Polski Władysławem I Łokietkiem a Giedyminem. Przymierze zostało poparte ślubem zawartym pomiędzy córką władcy Litwy – Aldoną i synem Władysława – Kazimierzem III Wielkim. Jednocześnie doszło do mariażu jednego z książąt płockich, Wacława, z inną córką Giedymina – Elżbietą. Sojusz zaowocował dwiema wspólnymi wyprawami przeciw Nowej Marchii, lecz spowodował zarazem oburzenie w Rzeszy, gdyż uznano go za sprzymierzanie się z poganami. W konsekwencji tego Władysław Łokietek powziął decyzję o zerwaniu sojuszu.

### Zmagania o Ruś Halicką
W latach 1349–1350 doszło do intensywnych walk polsko-litewskich. Przyczyną sporu stało się zainteresowanie obu państw zwiększeniem wpływów na Rusi Halickiej. W wyniku splądrowania Sandomierszczyzny król Kazimierz postanowił ulec i zawarł pokój. Jednak już w 1351 podjął wspólną z Węgrami wyprawę odwetową. Doszło wtedy do porozumienia z Kiejstutem (lit. Kęstutis), który zgodził się na przyjęcie od Węgrów chrztu, lecz jego ucieczka przekreśliła te zamiary. Do kolejnego starcia doszło w 1352, gdy wojska polskie bezskutecznie usiłowały opanować Bełz. W wyniku włączenia się do konfliktu Tatarów, zawarto dwuletni rozejm. W 1355 następna polska wyprawa zajęła Włodzimierz. Działaniom króla polskiego sprzyjały spory między książętami litewskimi. Zmagania o Ruś Halicką nie przeszkodziły Kazimierzowi w zaaranżowaniu zawartego w 1360 małżeństwa wnuka królewskiego, Kaźka Słupskiego z córką Olgierda Giedyminowica (lit. Algirdas), Kenną. Król chciał w ten sposób przygotować sojusz polsko-litewski, bowiem przewidywał, że po śmierci bezdzietnego wówczas Ludwika Węgierskiego tron polski przypadnie Kaźkowi i Kennie. Tak się jednak nie stało. W 1366 podjęto atak przeciw Lubartowi. Zawarty w tym roku pokój okazał się trwały – ziemia łucka przypadła Lubartowi, zaś bełska i chełmska – innemu litewskiemu księciu, Jerzemu Narymuntowiczowi.

### Podboje Litwinów

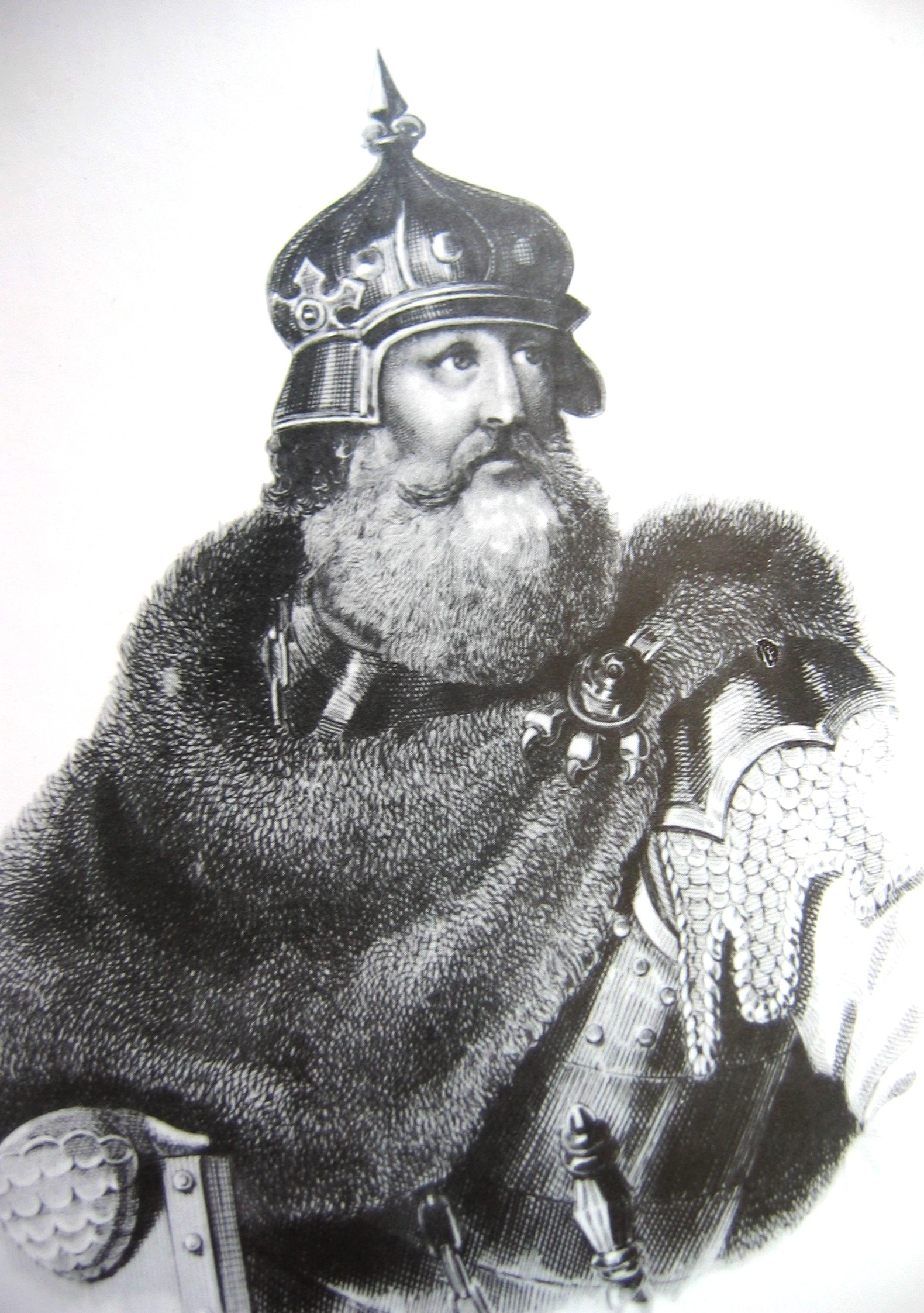
Kiejstut – wielki książę litewski

Tymczasem Litwini kontynuowali ekspansję na osłabione przez najazd mongolski księstwa ruskie. Giedymin opanował Podlasie, Polesie, Wołyń i Witebszczyznę. Po jego śmierci i krótkim panowaniu Jawnuty (lit. Jaunutis) rządy objęli Olgierd i Kiejstut. Olgierd podbijał ziemie ruskie: Podole, Kijowszczyznę, część Rusi Zaleskiej, a Kiejstut bronił zachodnich granic przed najazdami krzyżackimi. Po śmierci Olgierda władzę przejął jego syn – Jagiełło, który początkowo współrządził ze swym stryjem – Kiejstutem, władającym Księstwem Trockim.

### Zagrożenie krzyżackie
W międzyczasie na arenie pojawiło się nowe zagrożenie zarówno dla Litwy, jak i dla Polski. Od 1202 roku na terenie Inflant rozwijało się państwo zakonu kawalerów mieczowych, pozostające od 1237 roku w unii z groźnym państwem zakonu krzyżackiego. Oba państwa powiększały swe terytoria kosztem plemion pogańskich, w końcu pojawiło się z ich strony żądanie przejęcia Żmudzi, która stała na przeszkodzie połączeniu terytoriów.
Jagiełło (lit. Jogaila Algirdaitis) początkowo skupił się raczej na umacnianiu pozycji w Auksztocie (lit. Aukštaitija) i na podbitych ziemiach ruskich, ale nadal pozostawał pod presją krzyżacką. W 1382 roku w niejasnych okolicznościach umarł Kiejstut, którego następcą powinien zostać Witold (lit. Vytautas), jednak Jagiełło nie chciał łatwo rezygnować ze spuścizny po swym stryju. W obliczu zagrożenia agresją zakonu doszło w roku 1382 do zawarcia traktatu, w którym Litwa odstępowała Krzyżakom część Żmudzi (lit. Žemaitija) i zobowiązywała się do chrztu w ciągu trwania podpisanego na cztery lata rozejmu. Jagiełło znalazł się w trudnej sytuacji, co potwierdza ranga poczynionych przez niego ustępstw. Chcąc ratować kraj, musiał zwrócić się do któregoś z europejskich państw, które byłoby skłonne wprowadzić go do wspólnoty chrześcijańskiej. Jako że Wielkie Księstwo Moskiewskie pozostawało w strefie obrządku wschodniego, a zbliżenie w tej sytuacji z państwem zakonu spotkałoby się ze złym przyjęciem przez bojarów, Jagiełło postanowił zwrócić się ku Polsce. Już w 1383 roku nadał lubelskim kupcom w Wilnie szereg przywilejów, czym zyskał sobie ich przychylność.

### Inne przyczyny zbliżenia polsko-litewskiego

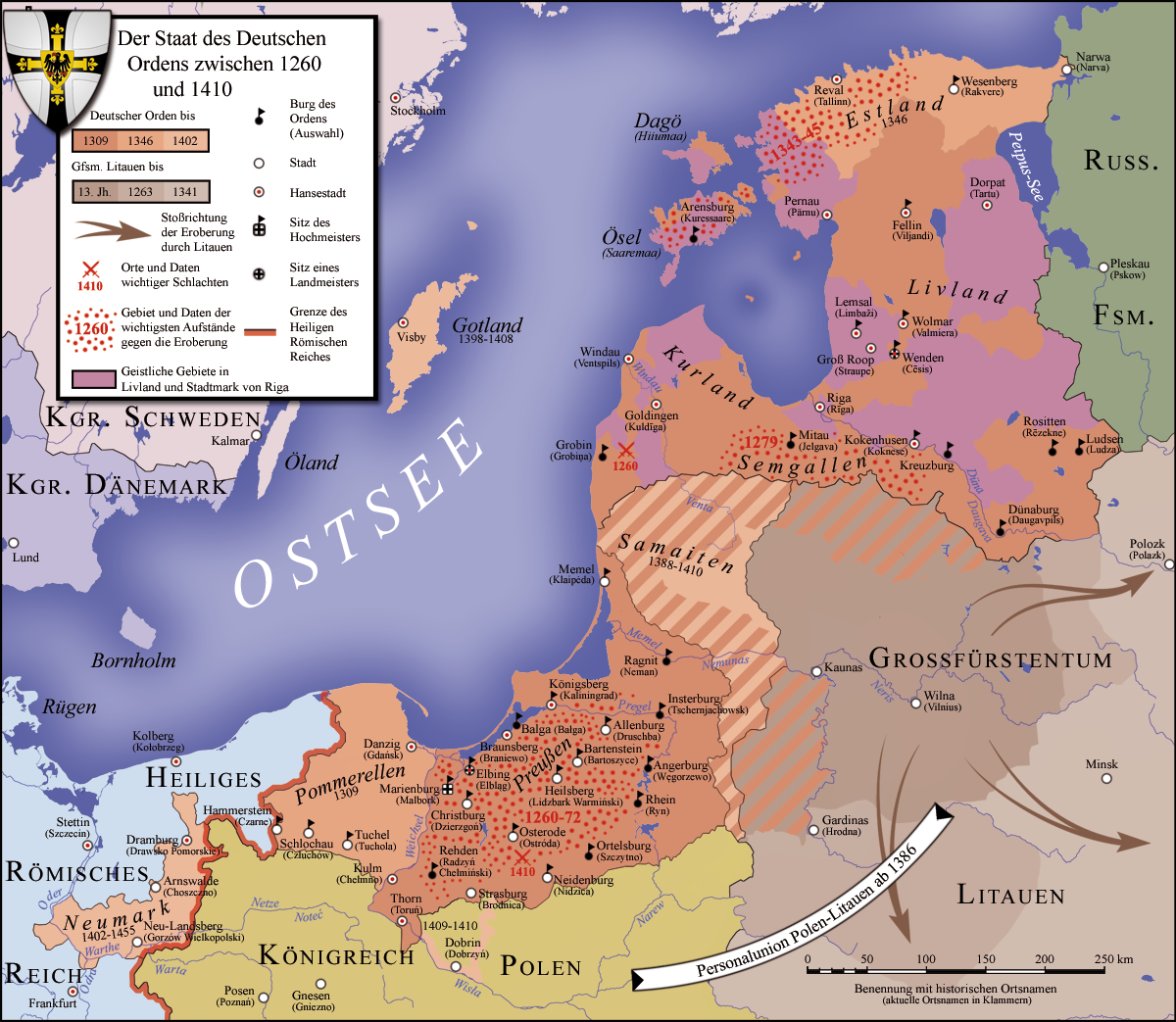
Rozwój państwa zakonu krzyżackiego w latach 1260–1410

Bez wątpienia w tym czasie sytuacja geopolityczna sprzyjała sojuszowi polsko-litewskiemu, gdyż oba państwa łączyło coraz więcej wspólnych interesów, jak choćby chęć odzyskania ziem utraconych w wyniku ekspansji krzyżackiej, dążenie do umocnienia swych wpływów na terytoriach ruskich, a także przyczyny ekonomiczne. Według Oskara Haleckiego główną przesłanką do podpisania unii i utworzenia federacji polsko-litewskiej było uniknięcie konfrontacji zbrojnej obu państw na ziemiach ruskich, do których oba kraje rościły swoje pretensje.
Dodatkowo stronę polską motywowała dbałość o rozszerzanie wpływów Kościoła. Trudno ustalić jednoznacznie od kogo wyszła inicjatywa nawiązania ścisłych kontaktów. Wiadomo, że dążyła do tego część takich rodów jak Tarnowscy, Melsztyńscy, czy Kurozwęccy, którzy decydowali wówczas o kierunkach polskiej polityki zagranicznej. Z drugiej strony na uroczystości koronacyjne Jadwigi w styczniu 1385 zjawiło się wielkie poselstwo litewskie, ze Skirgiełłą (lit. Skirgaila) na czele, które oficjalnie zwróciło się z prośbą o rękę młodej królowej. W wyniku przeprowadzonych wtedy rozmów osiągnięto wstępne porozumienie co do kształtu i warunków przyszłego układu.
Główne przyczyny zbliżenia polsko-litewskiego w 2. połowie XIV wieku:
- ze strony Litwy;
  - ultimatum krzyżackie w kwestii chrztu;
  - moskiewska akcja „zbierania ziem ruskich” i związane z tym zagrożenie;
  - względy ekonomiczne;
- ze strony Polski;
  - chęć osłabienia państwa zakonu i dążenie do odzyskania utraconych ziem;
  - dążenie do przerwania niszczących najazdów litewskich na wschodnie ziemie polskie;
  - chęć utrzymania dominującej pozycji na Rusi Halickiej;
  - dbałość o rozszerzanie wpływów Kościoła;
  - obawy związane z kierowaniem krajem przez małoletnią Jadwigę w okresie napiętych stosunków z groźnymi sąsiadami;
  - względy ekonomiczne.

## Lata 1385–1569

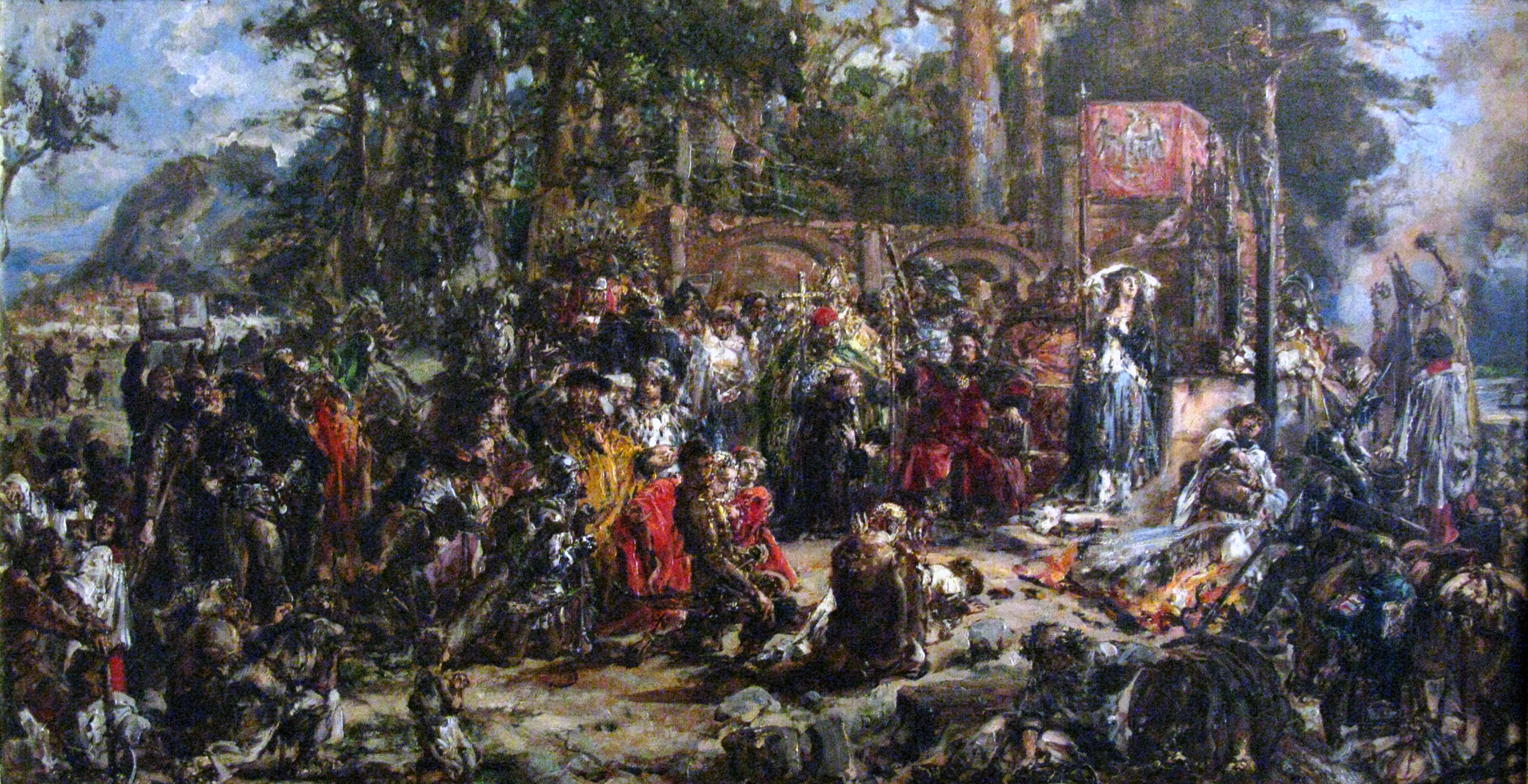
Chrzest Litwy, Jan Matejko

### Unia w Krewie

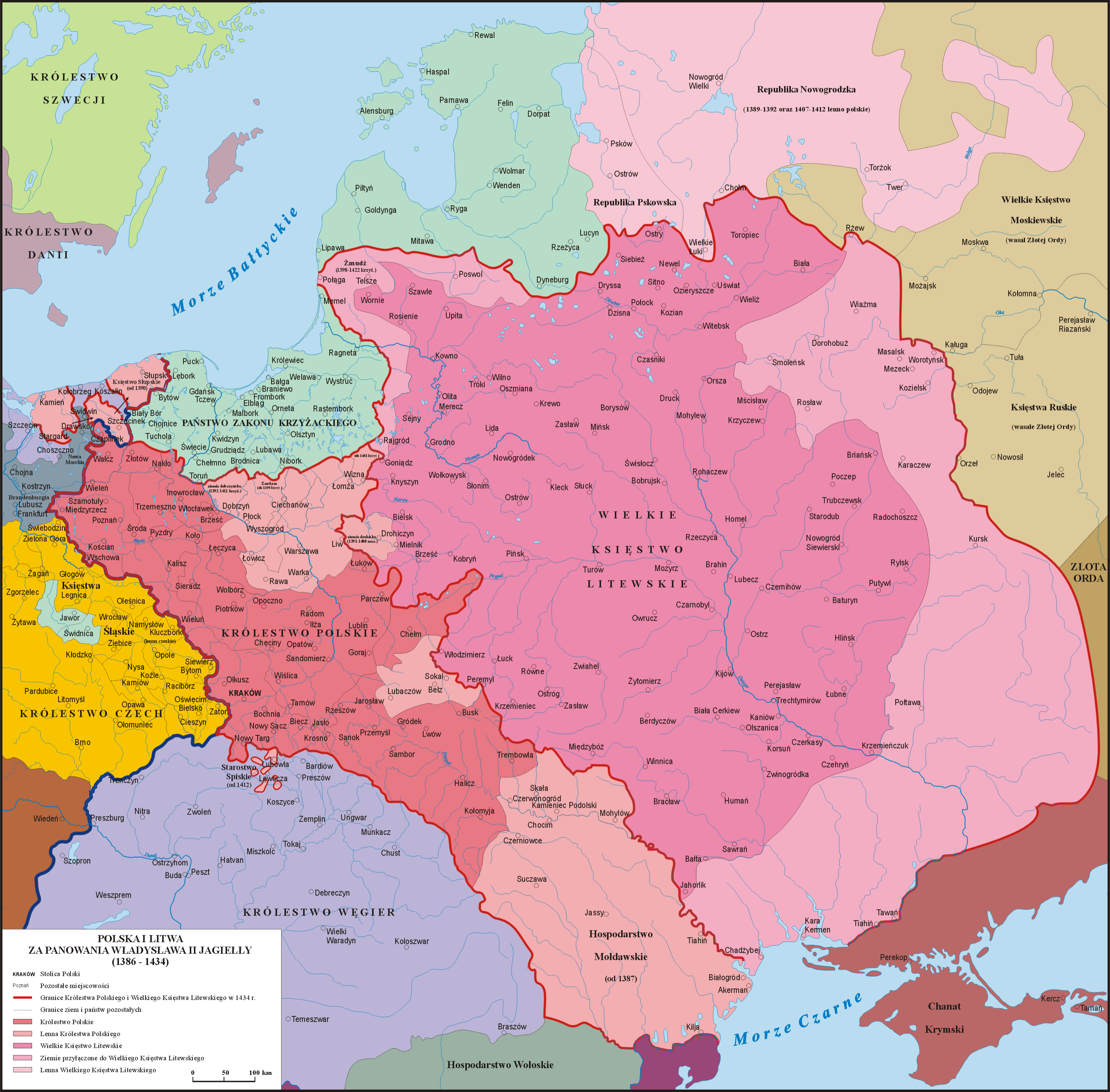
Polska i Litwa w latach 1386–1434

W tych warunkach 14 sierpnia 1385 roku doszło do zawarcia pierwszej unii polsko-litewskiej w miejscowości Krewo. Na mocy tego układu Jagiełło zobowiązał się przyjąć chrzest w obrządku katolickim wraz z książętami i ludem Litwy.
11 stycznia 1386 roku na zamku w Wołkowysku zawarto umowę, na mocy której Jagiełło miał objąć polską koronę i Jadwigę Andegaweńską za żonę. 15 lutego Jagiełło przyjął imię Władysława, zaś Świdrygiełło (lit. Švitrigaila), Korygiełło i Witold, odpowiednio – Bolesława, Kazimierza i Aleksandra. 18 lutego nastąpił ślub, a 4 marca odbyła się uroczysta koronacja. Ze ślubem związany był także następny punkt, którym było zobowiązanie się strony litewskiej do zapłaty Habsburgom odszkodowania w wysokości 200 tysięcy florenów za zerwanie umów o małżeństwie Jadwigi z Wilhelmem. Dodatkowo Litwa zobowiązała się zwolnić wszystkich polskich jeńców, a Jagiełło, jako przyszły mąż Jadwigi i król Polski zobowiązał się do odzyskania utraconych przez Polskę ziem i utrzymania ścisłego sojuszu. Ponadto zapowiedziano wcielenie ziem Księstwa do Korony Królestwa Polskiego, jednak bez podawania terminu, czy zasad ewentualnej inkorporacji. W związku z pozostaniem Jagiełły na terytorium Polski, na namiestnika Litwy wyznaczono Skirgiełłę, który funkcję tę sprawował do roku 1392, gdy zastąpił go Witold, a on sam przejął zarząd nad ziemiami ruskimi. W 1387 erygowano biskupstwo w Wilnie, podległe arcybiskupstwu gnieźnieńskiemu. Unia krewska, w praktyce unia personalna, oznaczała pogłębienie się orientacji polskiej polityki zagranicznej na wschód. Przyniosła także zasadniczą zmianę sił we Europie Wschodniej oraz wzmocnienie Królestwa Polskiego.
W 1387 roku Jagiełło wydał pierwszy przywilej stanowy dla bojarów litewskich zwalniający ich od danin i posług na rzecz wielkiego księcia – chciał dzięki temu pozyskać ich przychylność dla unii z Polską i nowej wiary katolickiej. Nie obyło się jednak bez problemów – przeciw Jagielle wystąpiła opozycja na czele z jego kuzynem, Witoldem Kiejstutowiczem, który w imię obrony ojczyzny i w obawie przed hegemonią Polski zwrócił się o pomoc w stronę Krzyżaków. Jagiełło, pragnąc zażegnania konfliktu, doprowadził w roku 1392 do kompromisowego porozumienia znanego jako ugoda w Ostrowie, na mocy której Witold otrzymał księstwo trockie i namiestnictwo nad Litwą. W zamian za to zerwał kontakty z Krzyżakami i uznał Jagiełłę za swego zwierzchnika. Od roku 1395 Witold zaczął tytułować się wielkim księciem, dzięki temu zyskiwał sobie coraz większą przychylność wśród litewskich bojarów. W 1399 roku zmarła Jadwiga Andegaweńska, co stało się powodem, by uczynić Jagiełłę jedynym królem Polski. W tym samym roku fakt ten został potwierdzony przez szlachtę, natomiast kwestia relacji Polska-Litwa zaczęła wymagać nowych regulacji.

### Unia wileńsko-radomska

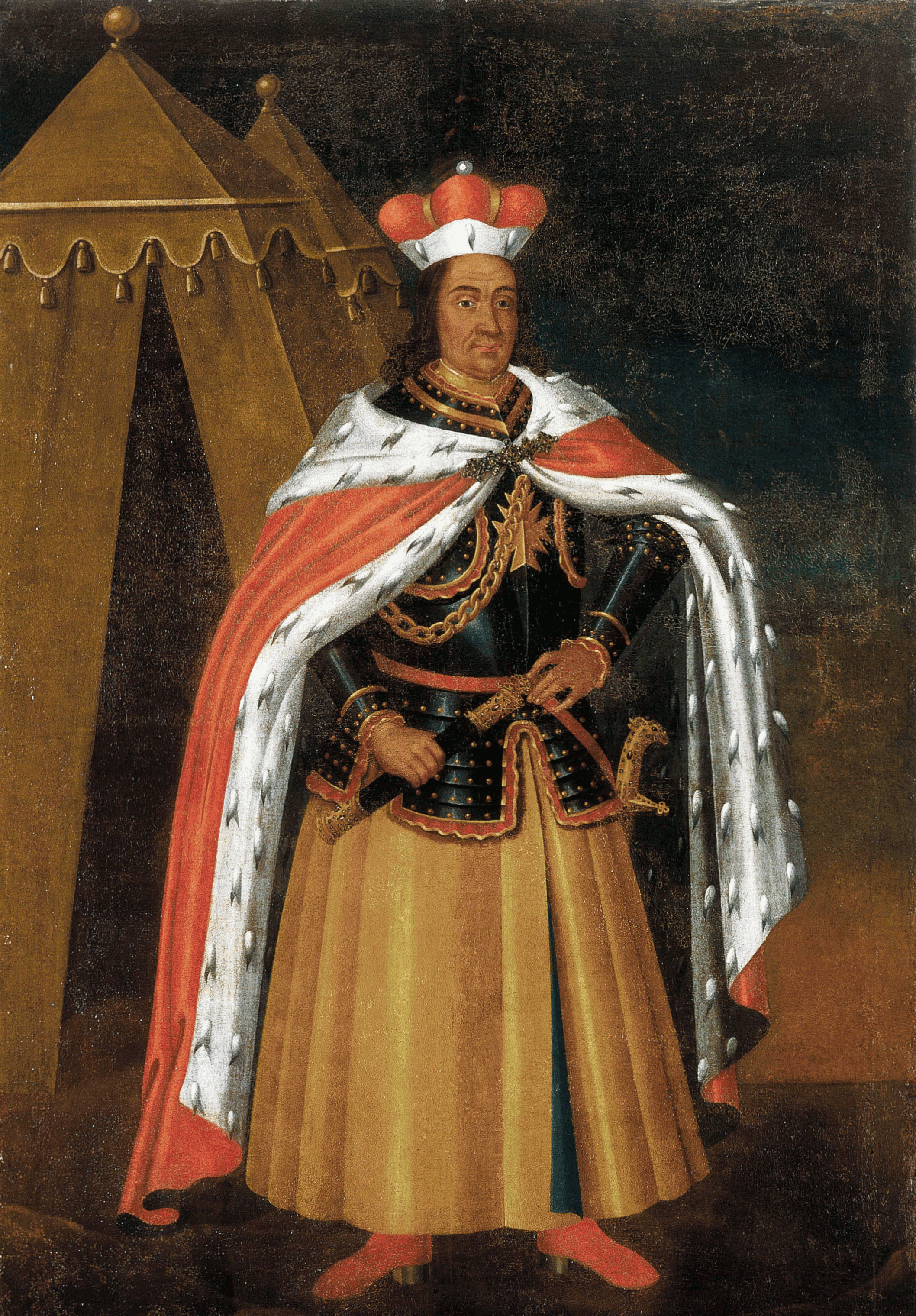
Witold – wielki książę litewski, portret imaginacyjny z XVIII wieku

Początek XV wieku przyniósł drugą w historii unię polsko-litewską. Nowe porozumienie nazwane zostało unią wileńsko-radomską, gdyż szlachta obu państw potwierdziła jego postanowienia w tychże miastach. Na jego mocy Władysław Jagiełło otrzymał tytuł Supremus Dux Lithuaniae, a Witold Magnus Dux Lithuaniae. Ustalono także, że w przypadku śmierci Jagiełły tron polski ma zostać obsadzony w porozumieniu ze stroną litewską, natomiast, gdyby pierwszy zmarł Witold – Litwa miałaby mieć nowego wielkiego księcia wyznaczonego przez Jagiełłę. Unia ta, podobnie jak unia krewska zachowywała odrębność obu państw.
Kolejne lata to okres nasilającego się konfliktu z zakonem krzyżackim. W tym czasie najmłodszy brat Jagiełły, Świdrygiełło zbuntował się przeciw władzy Witolda i szukał porozumienia z Krzyżakami. Doprowadziło to do zatargu krzyżacko-litewskiego, lecz strony zawarły pokój w Raciążku, co stało się okazją do pierwszej ważniejszej manifestacji wspólnego, polsko-litewskiego stanowiska w danej sprawie, gdyż Witold przekazał Krzyżakom polskie postulaty w kwestii Pomorza Gdańskiego. Porozumienie okazało się jednak przejściowe i w 1409 roku doszło do wybuchu wielkiej wojny z zakonem krzyżackim, w której Litwa i Polska wystąpiły wspólnie.

### Wielka wojna z zakonem krzyżackim

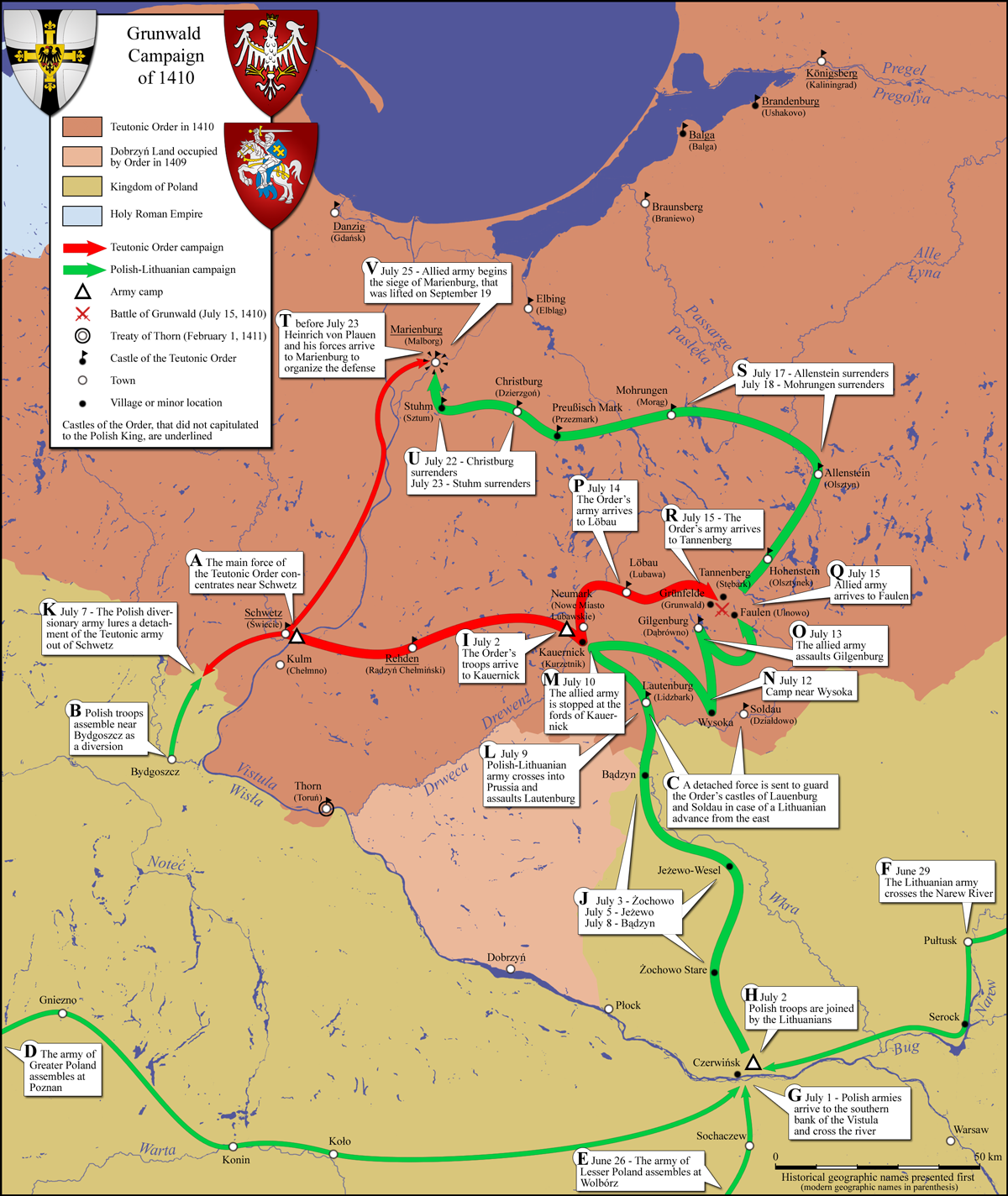
Mapa kampanii grunwaldzkiej 1410 roku

W 1407 r. wielkim mistrzem zakonu został Ulrich von Jungingen – zwolennik nieustępliwego traktowania Polski i Litwy i reprezentant prowojennego stronnictwa wśród Krzyżaków. W 1408 przekazał Gotlandię na rzecz Eryka Pomorskiego, co oznaczało tworzenie sprzyjającej sytuacji politycznej do prowadzenia podbojów. Z drugiej strony Jagiełło zawarł pokój z Wielkim Księstwem Moskiewskim. Początek konfrontacji zbrojnej był już tylko kwestią czasu – bezpośrednim pretekstem stał się wybuch antykrzyżackiego powstania na Żmudzi, wspieranego przez Litwę. Strona Polska natychmiast zaoferowała Witoldowi pomoc, w wypadku krzyżackiego ataku, wobec czego 6 sierpnia 1409 Ulrich von Jungingen wypowiedział Polsce wojnę. Działania wojenne rozpoczęły się wtargnięciem Krzyżaków na ziemię dobrzyńską, a w październiku podpisano rozejm do 24 czerwca 1410. Obie strony postanowiły w tym czasie przygotować się do walnej rozprawy. Poczyniono również odpowiednie zabiegi dyplomatyczne, próbując zdyskredytować oponenta – Krzyżacy przedstawiali konflikt jako krucjatę przeciw pogaństwu, uzyskali też wsparcie władców Czech i Węgier oraz licznych książąt niemieckich. Polska mogła liczyć na pomoc hospodara mołdawskiego i oddziałów tatarskich Dżelal-ed-Dina. Litwinom udało się w maju 1410 potwierdzić zawarcie pokoju z Krzyżakami inflanckimi, co uszczupliło siły wroga w decydującym momencie. Plan polsko-litewski zakładał koncentrację wojsk na południe od państwa zakonnego i marsz na Malbork. 30 czerwca siły polskie przekroczyły Wisłę i w okolicach Czerwińska połączyły się z Litwinami. Krzyżacy skoncentrowali swoją armię pod Kurzętnikiem, ale do starcia ostatecznie nie doszło. 13 lipca Jagiełło otrzymał akt wypowiedzenia wojny od Zygmunta Luksemburskiego, ale nie wpłynęło to zasadniczo na zmianę planów. 15 lipca doszło do walnego rozstrzygnięcia – bitwy pod Grunwaldem. Połączone siły polsko-litewsko-rusko-tatarskie, liczniejsze, ale gorzej uzbrojone od krzyżackich, odniosły pełne zwycięstwo. W ich ręce dostało się 50 chorągwi wroga, działa oraz obóz z zapasami. Skala zwycięstwa była dość niespodziewana, jednak nie udało się doprowadzić do zajęcia Malborka. Po długich rokowaniach zawarto pokój w Toruniu (1 lutego 1411). Wspólne zwycięstwo Polaków i Litwinów sprawiło jednak, że świadomość obopólnych korzyści z pozostawania w ścisłym sojuszu wzrosła. Pojawiła się też szansa na rozwiązanie kwestii krzyżackiej w przyszłości.

### Unia horodelska
W roku 1413 w Horodle zawarto kolejną unię między Polską i Litwą. Jednym z jej długofalowych następstw stało się upodobnienie litewskiej struktury administracyjnej do schematów polskich. W zasadzie postanowienia unii były podobne do wileńsko-radomskiej, ale pojawiły się także nowe przepisy, dzięki którym bojarzy uzyskali podobne prawa co szlachta polska. Nastąpiło również przyjęcie 47 katolickich rodów bojarskich do herbów polskich. Ustalono także, by kontynuować unię, nawet po wygaśnięciu rodu Jagiełły. Zachowano też instytucję wielkiego księcia, mimo podtrzymania przepisu o inkorporacji Wielkiego Księstwa:

ziemie litewskie [...] zgodnie z wolą, zezwoleniem i zgodą baronów, panów, bojarów ponownie wcielamy, [...] przywłaszczamy, [...] sprzymierzamy i na wieki jednoczymy ze wspomnianym Królestwem Polskim

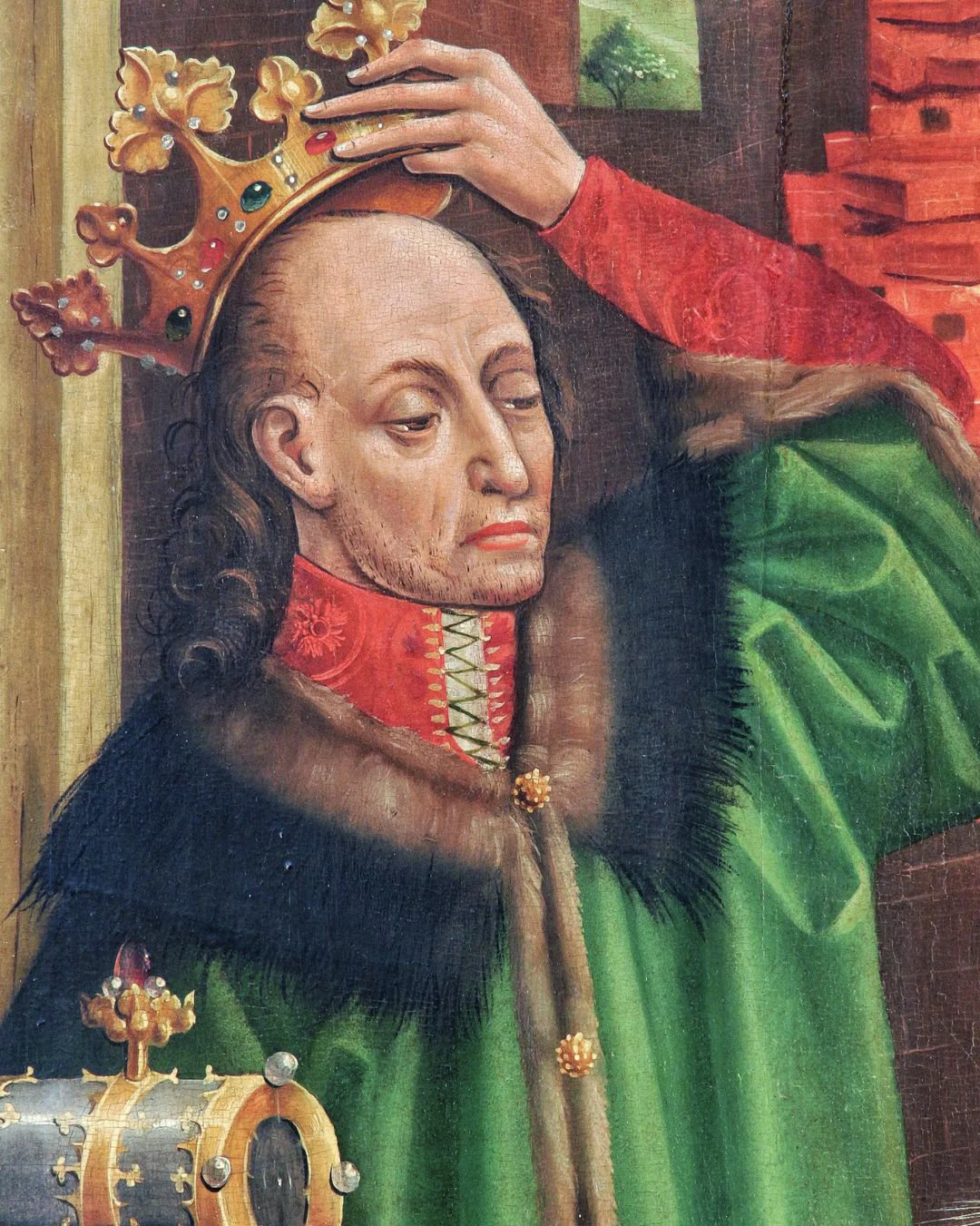
Władysław II Jagiełło – król Polski, najwyższy książę litewski w latach 1401–1434, wielki książę litewski w latach 1377–1381 i 1382–1401, przedstawienie na tryptyku Matki Boskiej Bolesnej w katedrze wawelskiej z drugiej połowy XV wieku

Po śmierci Witolda władzę na Litwie miał objąć ten, którego „król polski lub jego następcy za radą prałatów i baronów Polski i ziem Litwy uznają za godnego wyboru, ustanowienia i umieszczenia”. Strona polska natomiast zobowiązała się, że „bez prawowitych następców” nie obierze swojego władcy bez porozumienia i zgody wielkiego księcia i bojarów.
Ponadto po podpisaniu unii pojawiła się możliwość uszlachetnienia rodów bojarskich poprzez nadanie herbu przez władcę. Wybrane rody szlacheckie dokonywały adopcji części bojarów. Wcześniej pojęcie szlachectwa było właściwie na Litwie nieznane.
Kolejne lata rządów Witolda to okres szczytu potęgi Litwy w Europie Wschodniej. Jej zwierzchnictwo uznał m.in. Nowogród oraz chanat krymski. Litwa znacznie się usamodzielniła, jej pozycja i siła wzrosła do tego stopnia, że zachwiała unią z Polską. W 1422 roku po kolejnej wojnie z Krzyżakami, na mocy pokoju w Melnie, Litwa odzyskała Żmudź.
W 1428 roku Witold rozpoczął starania o koronację. Jego plany poparł Władysław Jagiełło, lecz pod warunkiem, że po śmierci kuzyna koronę przejąłby syn Jagiełły, gdyż Witold nie posiadał męskiego potomstwa. 6 stycznia 1429 roku rozpoczął się zjazd w Łucku, na którym spotkali się m.in. Władysław Jagiełło, Witold i Zygmunt Luksemburczyk. Próbował on przejąć inicjatywę w kwestii ewentualnej koronacji, gdyż zależało mu na rozbiciu sojuszu polsko-litewskiego. Na posiedzeniu obu rad projekt podniesienia Litwy do rangi królestwa został entuzjastycznie przyjęty przez stronę litewską, natomiast panowie koronni jednomyślnie go odrzucali, kwestionując prawo Luksemburczyka do dysponowania koronami. Ostro wypowiedział się Zbigniew Oleśnicki, próbując wskazać intrygę Zygmunta. W końcu panowie polscy zerwali obrady, oddalając tym samym sprawę koronacji. W 1430 roku Witold zmarł.
Wielkim księciem litewskim został brat Jagiełły – Świdrygiełło. Stało się to jednak bez porozumienia ze stroną polską, co oznaczało złamanie zasad unii horodelskiej. Panowie koronni okazali gotowość do uznania nowego księcia w zamian za ustępstwa terytorialne w postaci Podola i Wołynia, jednak nowy władca odmówił. Niebawem Świdrygiełło rozpoczął starania o koronację, co dodatkowo zaostrzyło spór. Postanowił poszukać wsparcia u Zygmunta Luksemburczyka i Krzyżaków, czego rezultatem był wybuch wojny polsko-litewskiej w lipcu 1431. Wojska księcia, wspierane posiłkami krzyżackimi, uderzyły na Kujawy i Wielkopolskę, ale 13 września 1431 doznały sporych strat w bitwie pod Dąbkami. Tymczasem zadziałać postanowili panowie litewscy wyznania katolickiego, którzy w 1432 swoim księciem okrzyknęli Zygmunta Kiejstutowicza (lit. Žygimantas Kęstutaitis), cieszącego się poparciem w Polsce.

### Unia grodzieńska

Polska i Litwa w 1466 roku

W 1432 roku odnowiono w Grodnie unię, która zrównała w prawach bojarów obu wyznań. W 1435 nastąpił polityczny koniec Świdrygiełły, który mimo wsparcia Krzyżaków został pokonany. Rok wcześniej zmarł Władysław Jagiełło. Na tron polski wybrano jego syna – Władysława, nazwanego później Warneńczykiem. Zmiana nastąpiła również na Litwie, kiedy zamordowanego w 1440 roku Zygmunta Kiejstutowicza zastąpił brat polskiego króla, Kazimierz IV Jagiellończyk. Został on przez niego wyznaczony na namiestnika, lecz bojarzy obwołali go wielkim księciem. Stało się to jednak bez porozumienia ze szlachtą polską, co w praktyce oznaczało zerwanie unii.
W 1444 roku Władysław podjął antyturecką wyprawę, podczas której poległ. Szlachta polska zwróciła się do Kazimierza Jagiellończyka z propozycją objęcia władzy na tronie krakowskim, na co ten się zgodził, ale dopiero po dwóch latach zwłoki, co umocniło jego pozycję wobec możnowładców. 17 września 1446 roku wydał akt regulujący stosunki polsko-litewskie na zasadzie równorzędności. Później zagwarantował także nienaruszalność litewskich granic i praw bojarów obu wyznań oraz obsadzanie litewskich urzędów przez Litwinów. Oznaczało to przywrócenie unii.
25 czerwca 1447 roku arcybiskup gnieźnieński i prymas Polski Wincenty Kot w katedrze wawelskiej dokonał aktu koronacji Kazimierza Jagiellończyka na króla Polski. Rozpoczęło to okres świetności rodu Jagiellonów, którzy panowali wówczas w Polsce, Czechach i na Węgrzech oraz Litwie. Ziemie, którymi władali sięgały do trzech mórz – Bałtyku, Adriatyku i Morza Czarnego. Okres panowania Kazimierza Jagiellończyka w Polsce to czas rozkwitu kultury i sztuki, ale przede wszystkim zwycięskiej wojny z zakonem krzyżackim, co doprowadziło do zmiany układu sił w regionie, a także do odzyskania Pomorza Gdańskiego, co z kolei miało niezwykle pozytywny wpływ na rozwój gospodarczy kraju w następnych latach.
W roku 1492 Kazimierz Jagiellończyk zmarł, władzę zaś przejęli jego synowie – w Krakowie Jan Olbracht, w Wilnie – Aleksander Jagiellończyk. Podział władzy był równoznaczny z kolejnym przerwaniem unii między obydwoma państwami.

### Unia krakowsko-wileńska

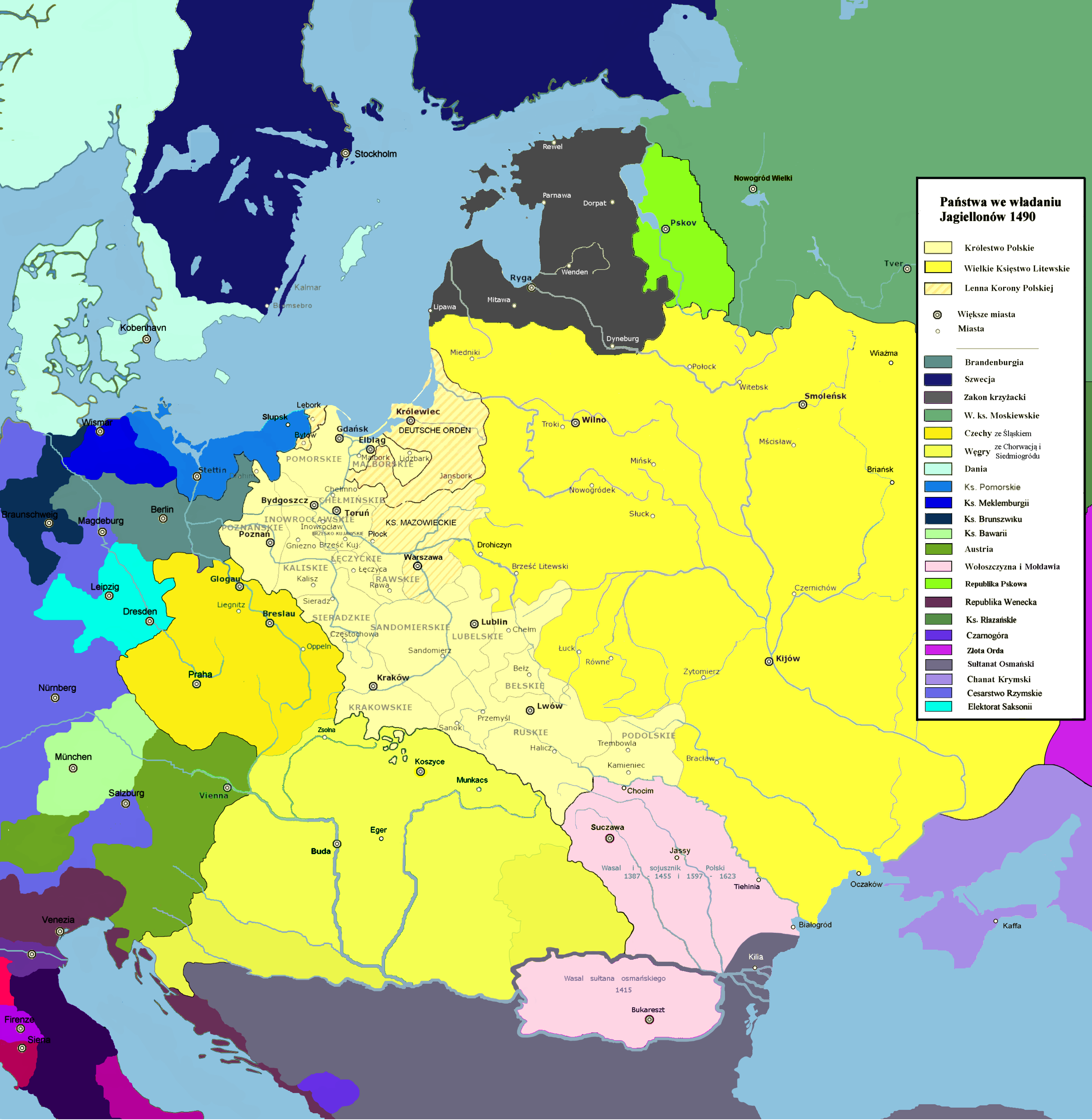
Państwa we władaniu dynastii Jagiellonów pod koniec XV wieku

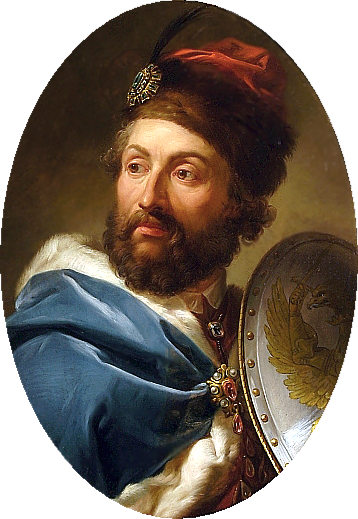
Kazimierz IV Jagiellończyk – król Polski

Sojusz polsko-litewski trwał nadal, lecz nie był już tak ścisły. Oba państwa nadal wspierały się w swych posunięciach dyplomatycznych, a także udzielały sobie pomocy militarnej, jednak rosnące zagrożenia końca XV wieku zmotywowały obie strony do zawarcia nowego porozumienia, które zacieśniłoby związek i zapobiegło ewentualnemu rozpadowi na wypadek przedłużającego się stanu, gdy nie istniała unia personalna.
W tych warunkach doszło w 1499 roku do podpisania unii krakowsko-wileńskiej zwanej też układem wileńskim. Była ona nawiązaniem do unii horodelskiej z 1413 roku, lecz pomijało przepis o inkorporacji Litwy. Jej główne postanowienia to zobowiązanie do wzajemnej pomocy militarnej, wypowiadanie wojny państwu trzeciemu wyłącznie za zgodą obu stron oraz udział drugiej strony w wybieraniu władcy jednego z państw. Unia ta była zatem legitymizacją stanu trwającego od czasu panowania Kazimierza Jagiellończyka, czyli ścisłego sojuszu dwóch suwerennych państw.

### Unia mielnicka

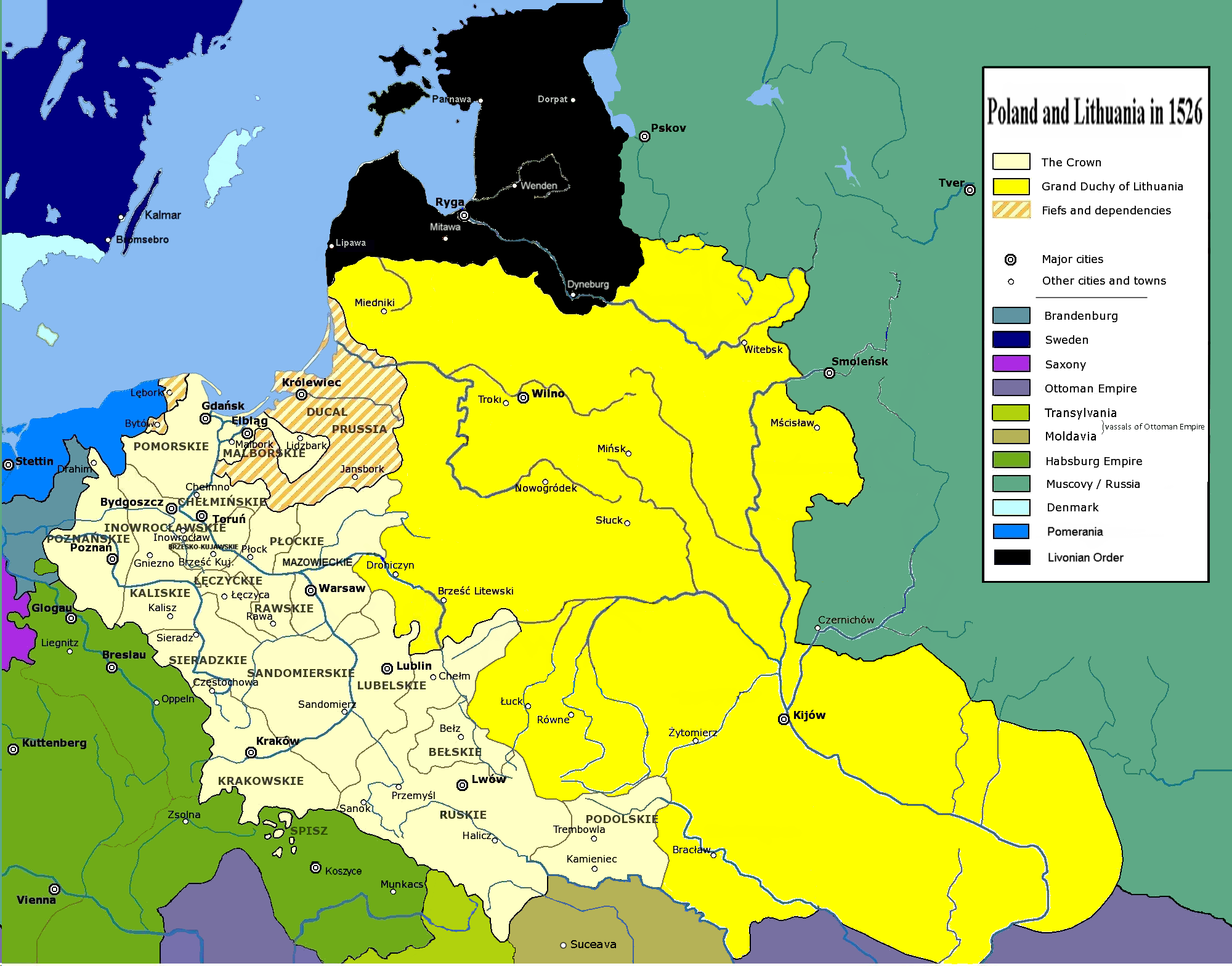
Polska i Litwa w 1526 r.

Herb rodowy Jagiellonów

W 1501 roku zmarł Jan Olbracht. Stworzyła się sytuacja, w której podjęto decyzję o budowie jednego wspólnego państwa. Zawarcie nowego porozumienia nastąpiło w tym samym roku, gdy na mocy zawartej między Polską a Litwą unii mielnickiej, królem Polski został dotychczasowy wielki książę litewski – Aleksander Jagiellończyk. Władca zgodził się na przepis, dotyczący połączenia Litwy i Polski w jedno „nierozerwalne ciało, aby był jeden lud, jeden naród, jedno braterstwo i wspólne narady”. Od tej pory król miał być wybierany przez senatorów obu krajów, co stało w sprzeczności z dotychczasową dziedzicznością praw Jagiellonów do tronu litewskiego i praw polskiej szlachty do elekcji własnego króla. Aleksander zastrzegł jednak, że postanowienia unii wejdą jednak w życie dopiero po uzyskaniu akceptacji społeczeństwa litewskiego. Zgoda taka nigdy jednak nie nastąpiła, gdyż na Litwie nie było sejmików wojewódzkich, a sejm litewski został przez króla oczyszczony ze zwolenników unii. W 1506 Aleksander zmarł, a panowanie objął, wyznaczony przez niego na następcę, jego brat – Zygmunt Stary.

### Próby zacieśnienia związku
Pod koniec lat 50. XVI wieku kwestia regulacji stosunków polsko-litewskich zaczęła stawać się przedmiotem szerszej debaty. Było to związane ze świadomością wygasania dynastii Jagiellonów. Problem był o tyle istotny, że do tej pory brakowało odpowiedniego spoiwa instytucjonalnego – unię gwarantowała jedynie osoba wspólnego władcy. Projekt wprowadzenia realnej pojawiał się już od obrad sejmu piotrkowskiego w latach 1547–1548, gdy stał się on jednym z postulatów ruchu egzekucyjnego. Zwolennicy tego pomysłu powoływali się na niezrealizowane przepisy unii krewskiej, jednak każdorazowo spotykali się ze stanowczą reakcją elit Wielkiego Księstwa Litewskiego. Ich opór wobec zacieśnienia związku nazwano separatyzmem litewskim. Sytuacja geopolityczna sprzyjała jednak postulatorom ściślejszej unii, gdyż Litwa nie była w stanie samodzielnie prowadzić wojny o Inflanty z rosnącą w siłę Rosją, dopuszczającą się ciągłych najazdów. W tych warunkach w 1562 litewskie pospolite ruszenie pod Witebskiem zawiązało konfederację i zażądało od króla zwołania wspólnego sejmu polsko-litewskiego. Perspektywa przeprowadzenia nowych rozstrzygnięć w sprawie unii, wyboru króla i kwestii obronnych stała się oczywista. Zacieśnienie związku przypieczętowały sukcesy militarne Iwana Groźnego, w tym zdobycie przez Rosjan litewskiego Połocka w 1563 r.

## Lata 1569–1795

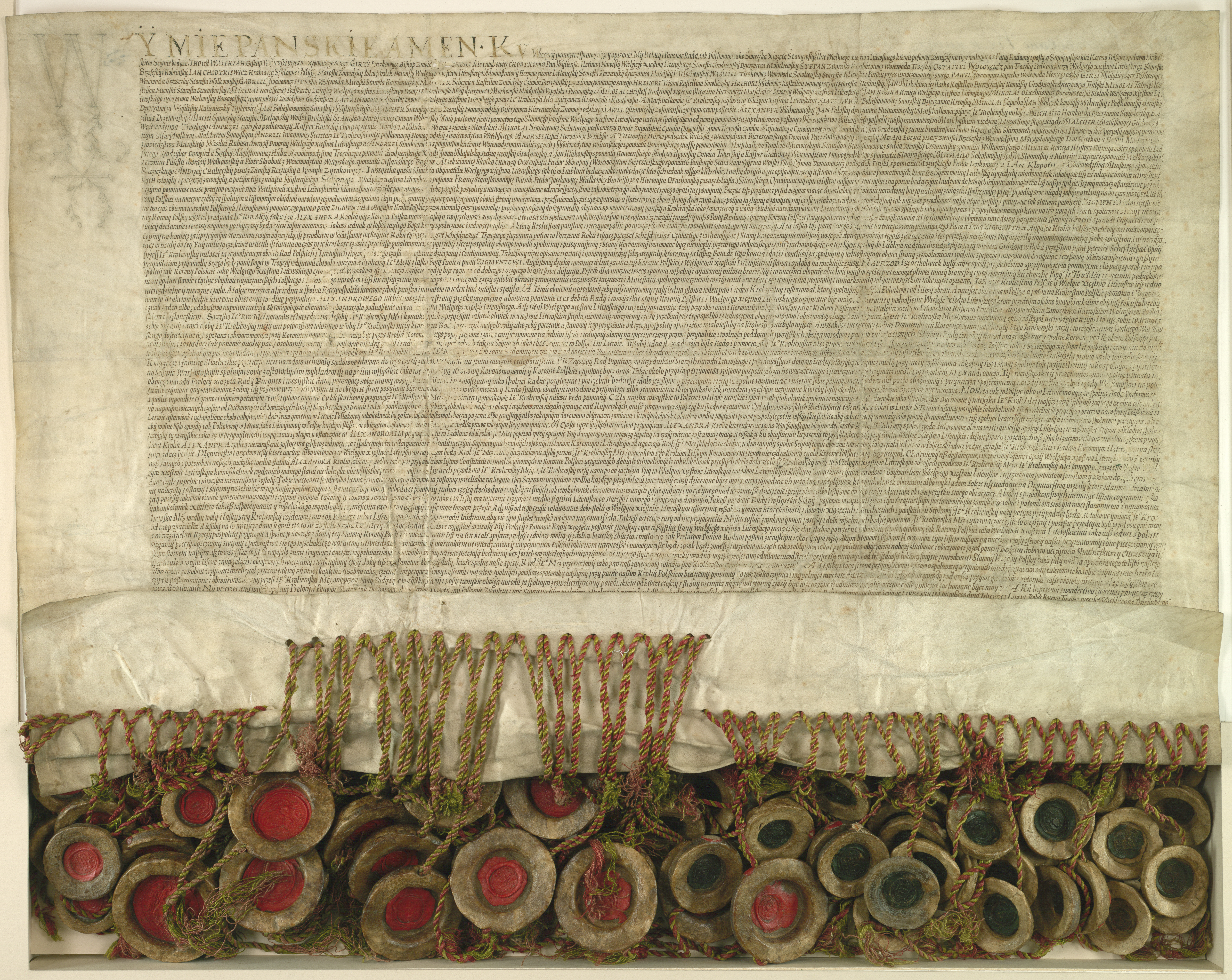
Akt Unii Lubelskiej 1 lipca 1569 roku, akt ustanawiający Rzeczpospolitą Obojga Narodów

### Unia lubelska i jej następstwa

#### Przygotowania do prac nad nową formułą związku

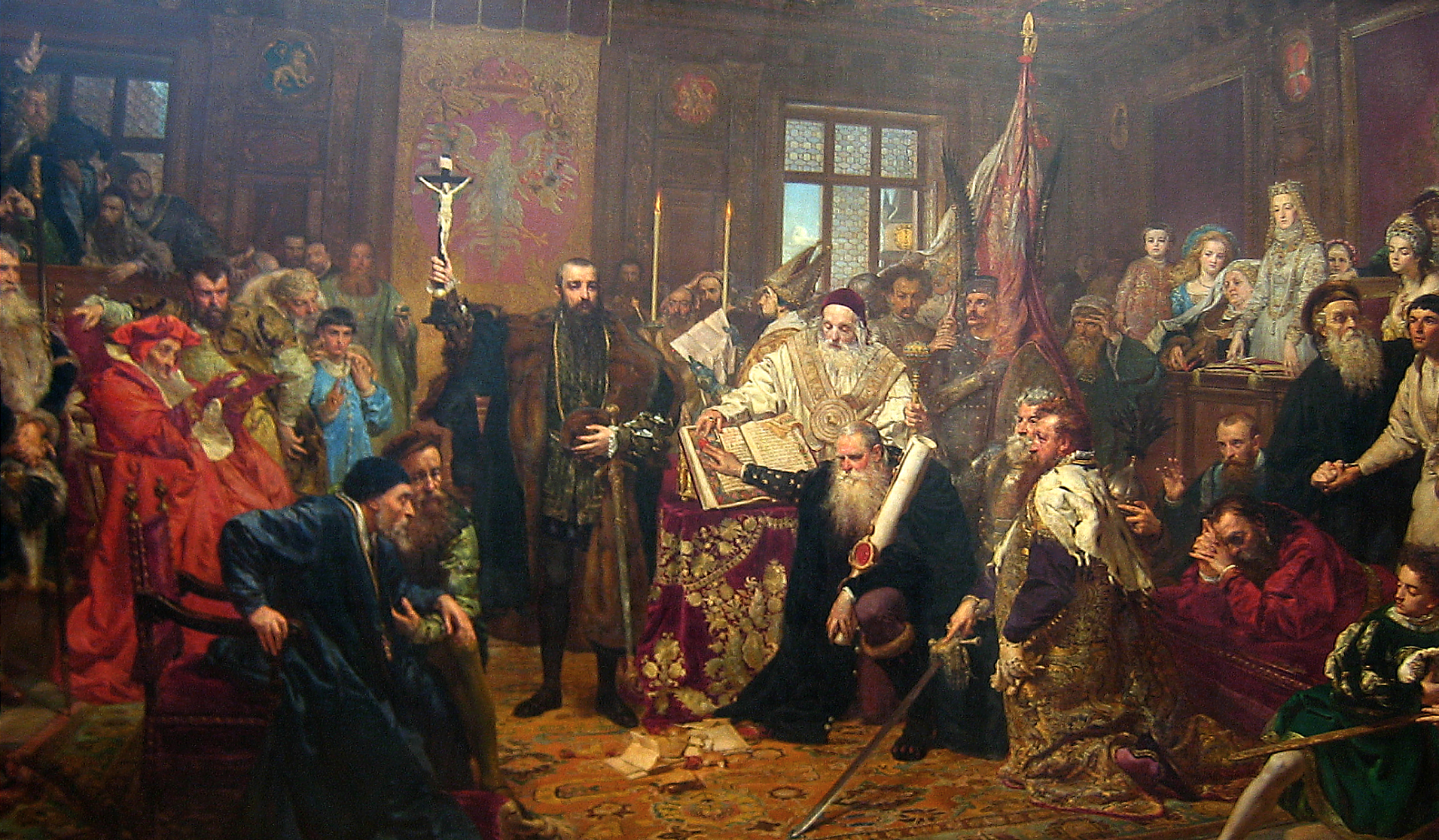
Unia lubelska, Jan Matejko

W latach 1563–1564 obradował sejm egzekucyjny. W czasie jego trwania przedstawiciele polscy przedstawili Litwinom swój projekt unii, jednak część jego pomysłów była bardzo radykalna. Zakładano likwidację państwowości litewskiej, a niektórzy postulowali nawet zamianę nazwy Litwa na Nowa Polska. W tych okolicznościach nie uzyskano aprobaty Litwinów. W tym czasie na Litwie przeprowadzane były liczne reformy – dokończono przekształcenia administracyjne, utworzono sejmiki oraz opracowano Drugi Statut Litewski, podkreślający odrębność Litwy. Wszystkie działania miały na celu podniesienie kraju do roli równorzędnego partnera. Powrót do rozmów nad unią przyspieszyła decyzja Zygmunta Augusta, który zadeklarował zrzeczenie się praw dziedzicznych do Wielkiego Księstwa na rzecz Korony.

#### Ustanowienie unii

##### Początek obrad
W grudniu 1568 Zygmunt August zwołał do Lublina sejm koronny, a do Wohynia sejm litewski. Po jego propozycji posłowie litewscy zgodzili się na przeniesienie do Lublina, ale nadal obradowano osobno. Prace trwały od 19 stycznia 1569 aż do sierpnia i przebiegały w trzech etapach. Pierwszy okres trwał do lutego, gdy po niemożliwości odnalezienia konsensusu Litwini potajemnie wyjechali z Lublina. Do tego momentu ścierały się dwa główne projekty – polski, lansowany bpa Filipa Padniewskiego, zakładający ustanowienie jednego władcy, jednego sejmu i prawa obywateli do piastowania urzędów i posiadania dóbr w obu krajach oraz projekt litewski, zakładający utrzymanie unii personalnej, osobne koronacje, odrębność urzędów i jedynie wspólną politykę zagraniczną. Reprezentacja litewska, spośród której wyróżniał się Mikołaj Radziwiłł Rudy, nie była skłonna do ustępstw i w końcu obrady zerwano.

##### Włączenie ziem ruskich do Korony

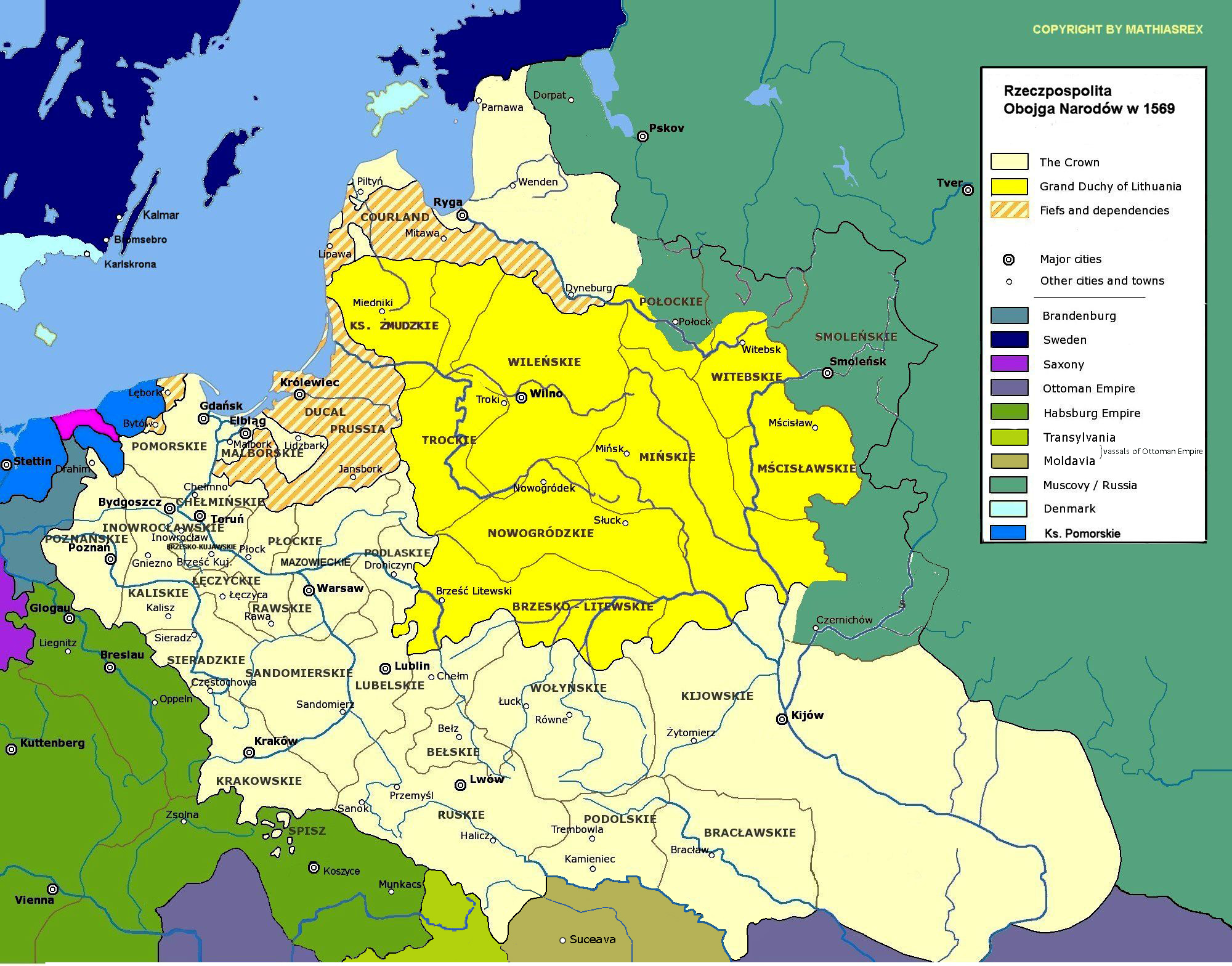
Polska i Litwa w 1569 r.

Od początku czerwca sejm polski obradował samodzielnie. Tymczasem do sporu politycznego czynnie włączył się król. Postanowił on zmusić delegację litewską do powrotu i wykorzystując swe uprawnienia wielkoksiążęce, doprowadził do przyłączania do Korony kolejnych ziem ruskich. Najpierw włączone zostało Podlasie oraz Wołyń z ziemią bracławską. Na wniosek posłów wołyńskich w ten sam sposób pozbawiono Wielkie Księstwo Litewskie ziemi kijowskiej. Utrata przez Litwę tak wielkich połaci terenu spowodowała zmianę stanowiska części elit. 20 marca postanowiono na zjeździe w Wilnie o wysłaniu do Polski Jana Chodkiewicza celem wznowienia rokowań. Podstawą rozmów stał się uchwalony bez udziału Litwy akt unii z 24 marca, który oznaczał inkorporację całości Wielkiego Księstwa. Z drugiej strony obiecano jednak zachowanie odrębności instytucji litewskich. Próby porozumienia trwały kolejne dwa miesiące. Znów aktywnie włączył się król, który nakazał sejmikom litewskim nadawanie posłom na sejm walny pełnomocnictwa do zawarcia unii. Stopniowo też skłaniał szlachtę litewską do przysięgi na wierność Koronie.

##### Druga faza wspólnych obrad
6 czerwca na wspólne obrady powrócili przedstawiciele sejmu litewskiego, choć w uszczuplonym składzie. Nieobecność posłów przeciwnych koncepcjom unii realnej spowodowała przyspieszenie prac. Ustalono zagwarantowanie odrębności państwowej Litwy, ustanowienie wspólnych rządów w Inflantach i stworzenie wspólnej pieczęci. 28 czerwca podjęto uroczystą uchwałę o unii, a 1 lipca miało miejsce jej zaprzysiężenie. Wkrótce wystawione zostały dwa jednobrzmiące akty, po jednym dla obu sejmów, ale obydwa w języku polskim. 11 lipca uzupełniono je dokumentami potwierdzającymi nową unię.

#### Rzeczpospolita Obojga Narodów

Herb Rzeczypospolitej Obojga Narodów

Zawarcie unii stało się jednocześnie aktem powołania nowego państwa Rzeczypospolitej Korony Polskiej i Wielkiego Księstwa Litewskiego. Władzę centralną stanowił król i sejm. Króla wybierano wspólnie, był on koronowany w Krakowie. Zachowano też tytuł wielkiego księcia. Odtąd wspólna miała być też polityka zagraniczna i obronna. W czasie sejmu lubelskiego uchwalono także Porządek obrad rady koronnej i litewskiej, który ustanawiał wspólną izbę senatorską. W jej skład wchodzili wojewodowie, kasztelanowie, ministrowie obu państw oraz biskupi katoliccy. Urzędy centralne i sądownicze oraz ministerstwa pozostawały osobne. Polacy otrzymali prawo do zakupu dóbr ziemskich na Litwie, co w przyszłości doprowadziło do wzrostu znaczenia magnaterii posiadającej olbrzymie latyfundia. Pojawiła się też zapowiedź wprowadzenia jednolitej waluty, zrealizowana w 1580 roku, gdy Stefan Batory ustanowił unię monetarną między obydwoma krajami. Wspólną walutą Rzeczypospolitej Obojga Narodów był odtąd dotychczasowy grosz polski.
Powstanie nowego, wielokulturowego i wielonarodowościowego tworu w Europie Środkowej miało swoje dalekosiężne skutki w przyszłości. Szlachta obu państw integrowała się w jedną grupę na gruncie kultury polskiej, bardzo w ten sposób wzbogaconej. Wytworzył się jeden obyczaj i jedna ideologia. Istotną cechą była wówczas tolerancja, dzięki której tak różnorodny organizm unikał walk wewnętrznych na tle kulturowym. Z drugiej strony polonizacja mogła przyczynić się do spowolnienie procesów narodowościowych na terenach ruskich, co z kolei powodować mogło wzrost nieufności do Polski w obawie przed jej dominacją.

### Wiek XVII – początki oligarchii magnackiej
W wieku XVII w Rzeczypospolitej ukształtowała się nowa forma ustrojowa – oligarchia magnacka. Podstawę stanowiły pacta conventa, artykuły henrykowskie oraz przywileje szlacheckie. Rosły też wpływy polskich i litewskich posiadaczy ziemskich. Od 1652 zaczęli oni wykorzystywać nowy instrument do realizowania swych partykularnych interesów na sejmie walnym – liberum veto. Sam związek polsko-litewski wydawał się wówczas dość trwały, jednak z drugiej strony pojawiały się zagrożenia bytu państwa jako całości. Szczególnie groźnym wydarzeniem stał się potop szwedzki oraz utrata Podola w 1672 r. Skierowanie polskiej polityki zagranicznej na Szwecję, Rosję i Imperium Osmańskie uniemożliwiło Polsce walkę o zwrot dawnych ziem piastowskich – Pomorza Zachodniego i Śląska. Dodatkowym przejawem ujemnego bilansu XVII wieku dla Rzeczypospolitej był kryzys gospodarczy, związany z brakiem reform na rzecz ograniczenia gospodarki folwarczno-pańszczyźnianej.

### Wiek XVIII

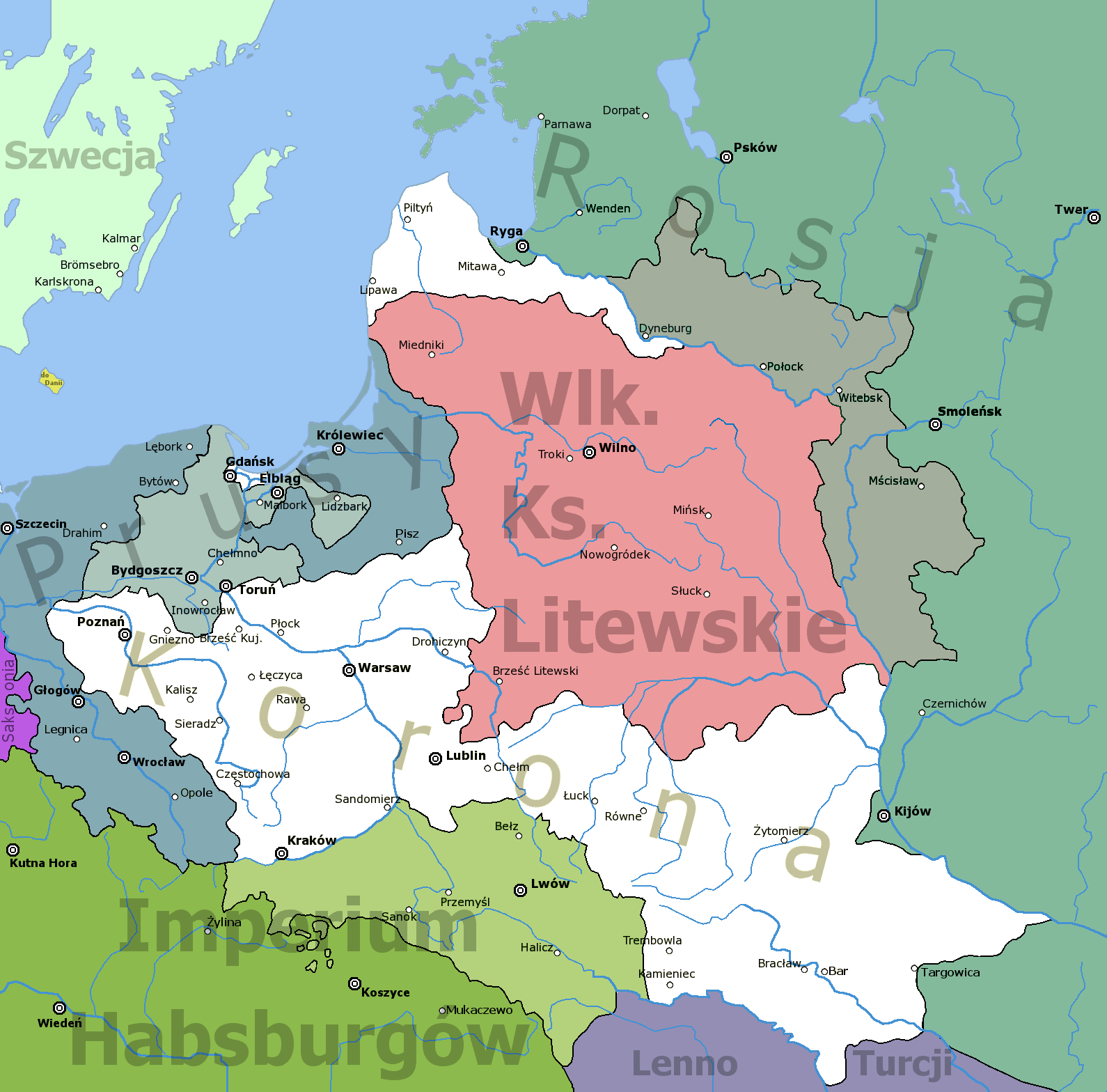
Obszar Rzeczypospolitej po I rozbiorze

Epoka saska również nie była dla Rzeczypospolitej pomyślna. Po elekcji Augusta Mocnego kraj był politycznie rozdarty. Na Litwie trwała wojna domowa między rodem Sapiehów a ich oponentami, wspieranymi przez szlachtę średnią. Ponadto król, działając w interesie Saksonii i własnej dynastii, wciągnął Rzeczpospolitą w III wojnę północną. Skutkiem tego były wyniszczające przemarsze obcych wojsk oraz przyzwyczajenie do anarchii związanej z zamieszaniem wokół naprzemiennych „elekcji” Augusta Mocnego i Stanisława Leszczyńskiego. Całą sytuację wykorzystała Rosja, która dzięki pokojowi w Nystad z 1721 zyskała pozycję hegemona w tej części Europy Środkowej. W trakcie wojny miało miejsce jeszcze jedno wydarzenie, które znacznie pogorszyło pozycję słabnącej już Rzeczypospolitej, czyniąc ją faktycznie protektoratem carskim – Sejm niemy. Kolejne zamieszanie miało miejsce w czasie wojny o sukcesję polską, gdy na tron próbował wrócić Stanisław Leszczyński. Kolejne interwencje mocarstw ościennych spowodowały, że zgodnie z Traktatem Trzech Czarnych Orłów Rzeczpospolita przestała być suwerennym państwem, a o najważniejszych sprawach jej polityki decydowały Rosja, Prusy i Austria.
Pewną szansą odwrócenia tych tendencji był wybór związanego z Familią Stanisława Augusta Poniatowskiego. Dzięki dobrym relacjom z Rosją Czartoryskim udało się przeprowadzić pewne reformy już na sejmie konwokacyjnym, który przygotowywał elekcję. Jego dorobek przekreślił jednak sejm repninowski, który 1768 zagwarantował podstawy spaczonej już wówczas złotej wolności i ustanowił tzw. prawa kardynalne. Od roku 1768 Rzeczpospolita była już formalnie rosyjskim protektoratem.
Część szlachty, która uważała działania króla za niewłaściwe zawiązała w tym samym roku konfederację barską. Do 1772 trwały walki z wojskami króla  i carycy Katarzyny II. Klęska powstańców spowodowała radykalną reakcję mocarstw ościennych – nastąpił I rozbiór Polski.

#### Konstytucja 3 maja i rozbiory
Jedną z ostatnich prób ratowania kraju stał się Sejm Czteroletni, powołany początkowo w związku z potrzebą zajęcia stanowiska Polski w sprawie wojny rosyjsko-tureckiej. Była to jednak zarazem okazja do przeprowadzenia gruntownej reformy ustrojowej. W wyniku prac posłów uchwalona została pierwsza w Europie konstytucja, która przeszła do historii jako Konstytucja 3 maja. Sprawy unii polsko-litewskiej nie omawiała ona bezpośrednio. Szczegółowe przepisy zawierało uchwalone w październiku tego samego roku (1791) Zaręczenie Wzajemne Obojga Narodów. Ustanowiło ono jeszcze ściślejszy związek między Koroną i Litwą. Stworzono organy do prowadzenia jednolitej, spójnej polityki wojskowej i skarbowej (Straż Praw). Obu stronom zagwarantowano proporcjonalny udział we władzy.
W wyniku postawy części szlachty niechętnej zmianom doszło do zawiązania konfederacji targowickiej. Jej uczestnicy zwrócili się z prośbą o pomoc do carycy. Doszło do wybuchu wojny polsko-rosyjskiej. O porażce zadecydowała zdrada Prus, które wypowiedziały przymierze z 1790, a także postawa króla. Konsekwencją przegranej był II rozbiór Polski. W 1794 społeczeństwo podjęło kolejną próbę naprawy sytuacji – w całym kraju wybuchły walki w ramach insurekcji kościuszkowskiej. W obliczu miażdżącej przewagi Rosji i Prus walka okazała się przegrana. W 1795 mocarstwa dokonały podziału reszty terytorium Rzeczypospolitej.

## Okres zaborów

Ziemie Rzeczypospolitej po III rozbiorze

Rok 1795 i abdykacja Stanisława Augusta Poniatowskiego to formalny koniec unii lubelskiej. Ziemie Rzeczypospolitej Obojga Narodów znalazły się na terenie trzech różnych mocarstw. W tych warunkach jakiekolwiek wskrzeszenie unii było nierealne. Okres Księstwa Warszawskiego także nie przyniósł rozwiązania, gdyż nieudana kampania przeciw Rosji zakończyła się porażką i likwidacją państwa. Utworzenie Królestwa Polskiego także nie stwarzało szansy na powrót do głębszej współpracy polsko-litewskiej, chociaż początkowo car Aleksander I Romanow obiecywał przyłączenie części ziem dawnego Wielkiego Księstwa Litewskiego. Tereny te aż do I wojny światowej pozostały jednak jako ziemie bezpośrednio wcielone do Imperium Rosyjskiego. Weszły one w skład tzw. ziem zabranych. Z kolei ziemie zabrane wraz z obszarami Królestwa Kongresowego stały się częścią strefy osiedlenia – terytoriów rosyjskich, na których pozwalano zamieszkiwać społeczności żydowskiej.
Ostatni widoczny pokojowy znak powszechnego poczucia jedności narodu i Rzeczypospolitej w jej historycznym kształcie miał miejsce na początku lat 60. XIX w., kiedy to w Królestwie Kongresowym i na ziemiach zabranych odbyły się masowe manifestacje jedności i solidarności (zob. manifestacja w Kownie 1861 i manifestacja w Horodle w 1861 r). Manifestacje były organizowane na całym terytorium I Rzeczypospolitej (w Wilnie, Kownie, Grodnie, Mohylewie, Brześciu Litewskim, Witebsku, Żytomierzu, Kamieńcu Podolskim, Berdyczowie, Hajsyniu i innych miastach na ziemiach zabranych) na znak jedności, ale też solidarności z krwawo pacyfikowanymi przez wojsko rosyjskie pokojowymi demonstracjami patriotycznymi w Królestwie Polskim.

### Litewskie odrodzenie narodowe
Na początku XIX w. wśród spolonizowanej litewskiej szlachty zaczęło wzrastać poczucie odrębności narodowej. Postacią skupiającą wokół siebie miłośników języka i folkloru litewskiego stał się bp Józef Giedroyć. Rozpoczęto prace nad stworzeniem podręczników gramatyki, historii i słowników. Represje zaborcze przeciwstawiały się jednak tym próbom. Ruch rozwinął się ponownie po 1883, nabierając charakteru opozycyjnego wobec polskości. Zarzewiem sporu była też dominacja języka polskiego w liturgii. Wielu Polaków uznało te działania za „litwomanię” i separatyzm. Bliskość kulturowa i samoistny proces polonizacji, najpierw litewskiej szlachty, a później szerszych warstw tej społeczności, w kuriozalny sposób stały się główną przyczyną narastających napięć na linii Polacy-Litwini. Zdaniem działaczy litewskich nowoczesny naród litewski mógł powstać jedynie w opozycji do polskości.

### Koncepcje polityczne emigracji
Przez cały okres zaborów w ramach programów różnych stronnictw pojawiały się liczne koncepcje odtworzenia Rzeczypospolitej w granicach sprzed 1795 roku. Oznaczałoby to zatem kontynuowanie współpracy. Program taki głosił np. Hotel Lambert. Problemem miał się jednak okazać wzrost postaw nacjonalistycznych w XIX wieku. Stał się on jedną z przyczyn, które zadecydowały o osłabieniu dotychczasowych więzi polsko-litewskich w tym czasie. Pojawiły się próby nowej interpretacji wspólnej przeszłości, np. na Litwie Konstytucję 3 maja zaczęto postrzegać nie jako wspólne osiągnięcie polskich i litewskich patriotów, lecz jako „zniesienie dotychczasowej odrębności państwowej Wielkiego Księstwa” i jego „inkorporowanie przez Polskę”.

## Okres dwudziestolecia międzywojennego

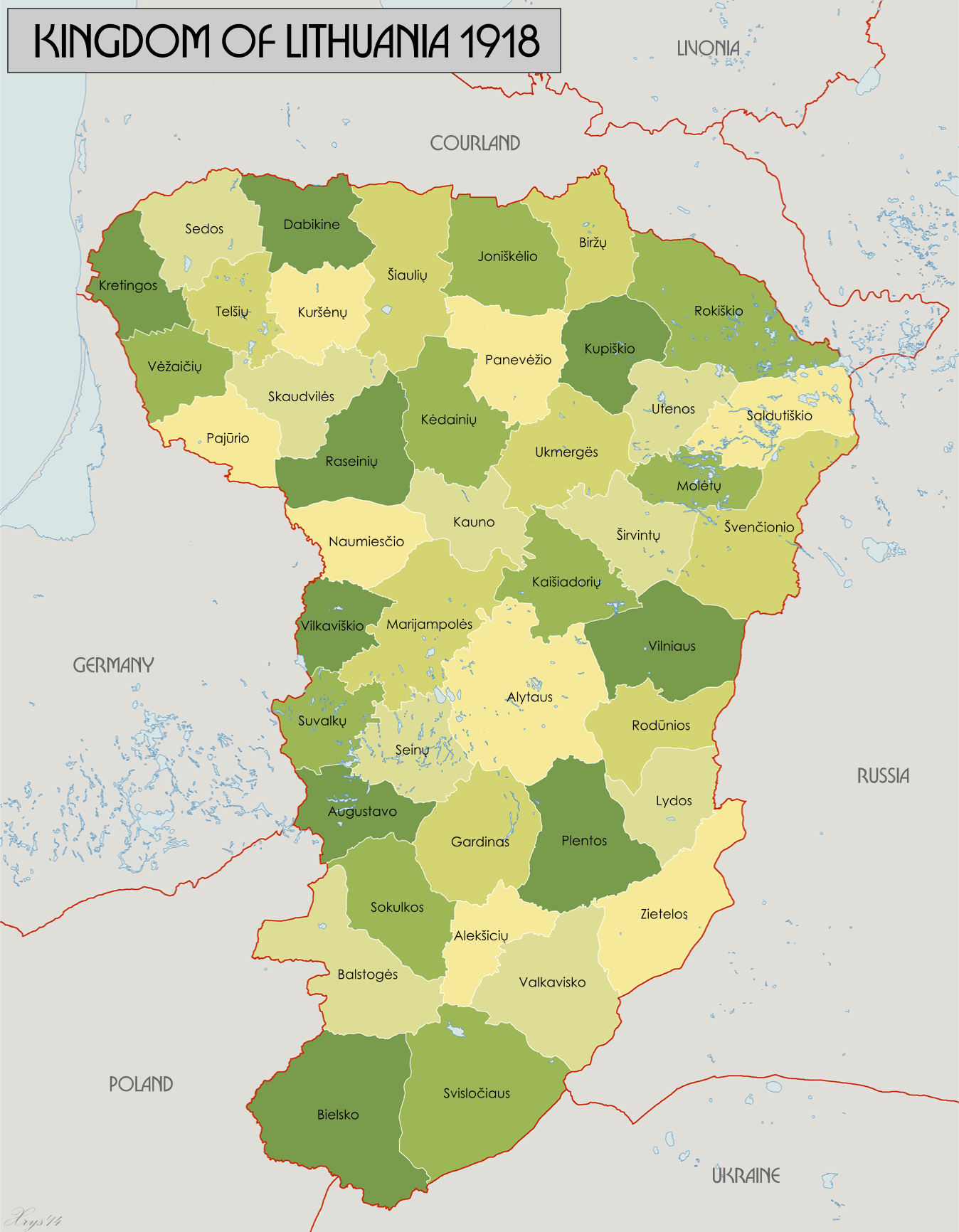
Królestwo Litwy w 1918 roku

### Powstanie niepodległej Litwy i Białorusi

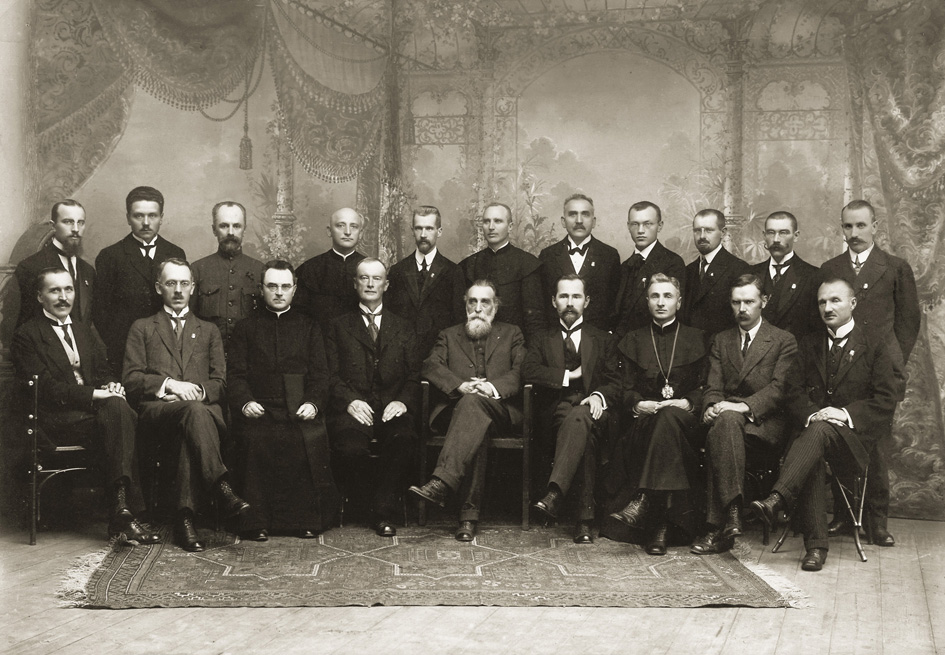
Lietuvos Taryba

Pod koniec I wojny światowej sytuacja polityczna na północno-wschodnich obszarach dawnej Rzeczypospolitej Obojga Narodów zaczęła się komplikować. Przy wsparciu niemieckich wojsk okupacyjnych powstały rządy narodowe Litwy i Białorusi. 16 lutego 1918 Litewska Rada Państwowa (lit. Lietuvos Taryba) proklamowała niepodległość państwa w formie republikańskiej, natomiast w czerwcu przekształciła kraj w monarchię (Królestwo Litwy), oddając tron drugiemu królowi w historii Litwy – Wilhelmowi Herzog von Urach – nazwanego Mendogiem II. W październiku powstało pierwsze w historii państwo Białorusinów – Białoruska Republika Ludowa.

### Okres wojny polsko-bolszewickiej

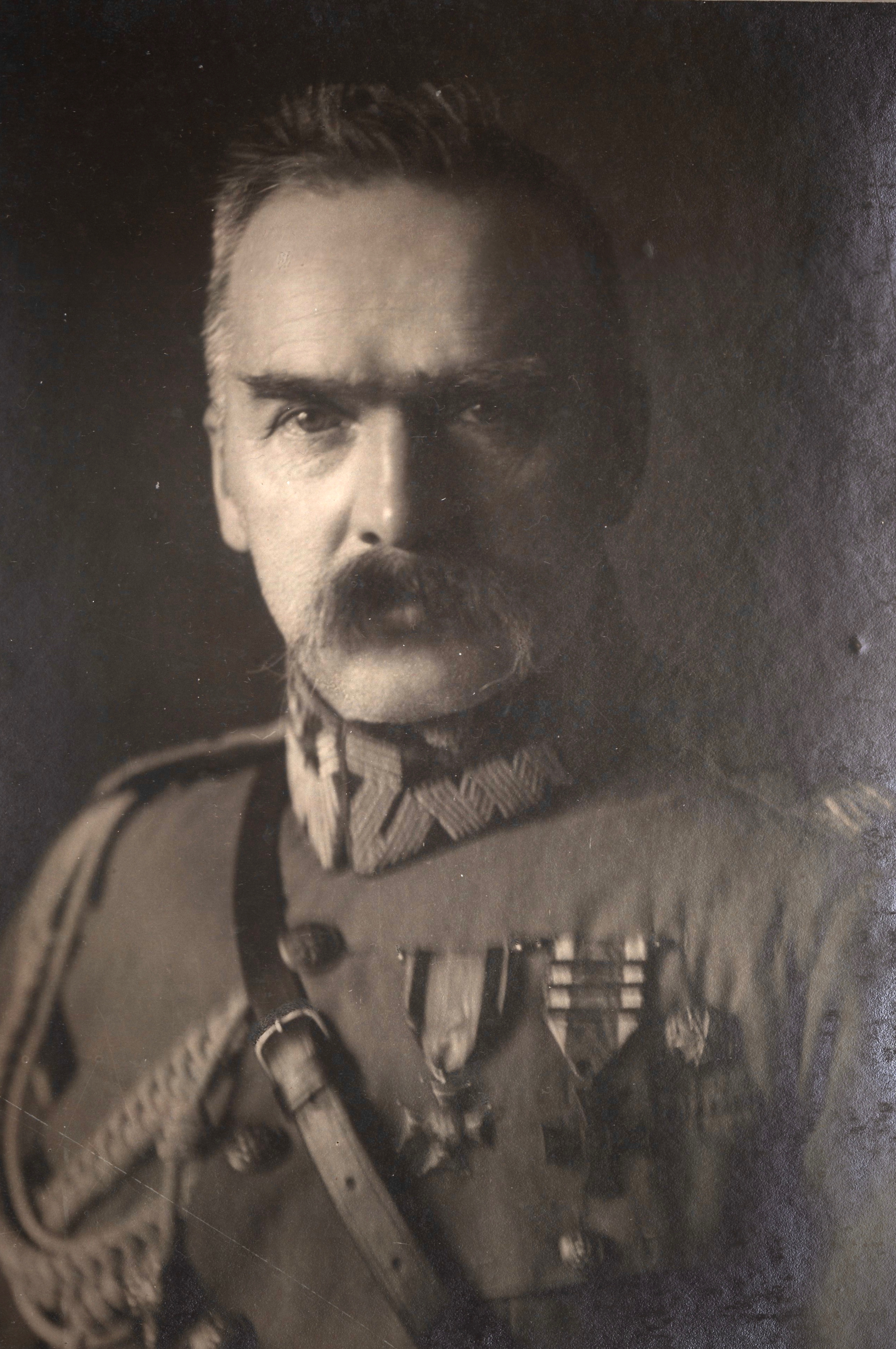
Józef Piłsudski – Naczelnik Państwa Polskiego

Tymczasem Rosja Radziecka wymówiła traktat brzeski i rozpoczęła natarcie na zachód, celem przywrócenia panowania rosyjskiego na terenie dawnego Imperium. Skutkiem natarcia bolszewickiego był upadek rządu białoruskiego i ewakuacja Litwinów z Wilna. 15 grudnia 1918 powołano tam Radę Delegatów Robotniczych, która proklamowała „dyktaturę proletariatu”, choć miasto było wówczas niemal zupełnie pozbawione przemysłu i klasy robotniczej. 1 stycznia 1919 w Mińsku utworzono Białoruską Socjalistyczną Republikę Radziecką. Reakcją społeczności polskiej na powyższe wydarzenia było zorganizowanie Komitetu Obrony Kresów oraz utworzenie Samoobrony Wileńskiej. Wilno przejściowo trafiło w ręce polskie, jednak już 5 stycznia przejęła je Armia Czerwona. Siły Samoobrony wycofały się na Grodzieńszczyznę, a w mieście utworzona została Litewska Rada Komisarzy Ludowych, na czele której stanął Vincas Mickevičius-Kapsukas. 5 lutego w Białymstoku doszło do porozumienia polsko-niemieckiego dotyczącego przemarszu wojsk polskich przez tereny objęte ewakuacją niemiecką na Wileńszczyznę i Białoruś.
7 lutego 1919 Piłsudski powiedział do swego współpracownika, Władysława Baranowskiego, jak widzi obecne możliwości ustanowienia granic:

W tej chwili Polska jest właściwie bez granic i wszystko co możemy w tej mierze zdobyć na zachodzie, to zależy od Ententy i o ile zechce mniej lub więcej ścisnąć Niemcy. Na wschodzie to inna sprawa; tu są drzwi, które się otwierają i zamykają, i zależy, kto i jak szeroko siłą je otworzy...”

27 lutego bolszewickie władze Litwy i Białorusi połączyły się, tworząc Litewsko-Białoruską Socjalistyczną Republikę Rad. Kontrolowane przez nią obszary obejmował terror klasowy oraz szczegółowe regulacje prawne w duchu bolszewickim. Ofiarą reżimu padali głównie ziemianie, inteligencja, działacze niepodległościowi i duchowieństwo. Zniszczeniu uległa też część dorobku kulturalnego. Krwawo stłumiono także wystąpienia polskie w rejonie nieświeskim w marcu 1919.
W połowie lutego zgrupowane pod wodzą gen. Stanisława Szeptyckiego wojska polskie podjęły kontrofensywę i starły się w boju z Armią Czerwoną. W marcu w wyniku natarcia grupy gen. Antoniego Listowskiego Polacy przejęli kontrolę nad Pińskiem. W dniach 19–21 kwietnia ofensywa pod wodzą gen. Edwarda Rydza-Śmigłego zajęła Wilno. Po wkroczeniu do miasta Józef Piłsudski, dążąc nadal do utworzenia federacji polsko-litewskiej, wystosował Odezwę do mieszkańców byłego Wielkiego Księstwa Litewskiego, w której znalazła się m.in. zapowiedź przeprowadzenia demokratycznych wyborów. Krok ten spotkał się, co prawda, z entuzjazmem polskojęzycznej części mieszkańców obszaru, jednak strona białoruska pozostała zupełnie bierna, a Litwinów pomysł ten głęboko zaniepokoił. Ówczesny rząd, rezydujący w Kownie zdecydowanie zaprotestował. Posunięcia Piłsudskiego, takie jak ustanowienie tymczasowego zarządu cywilnego w nowo utworzonych okręgach – wileńskim, brzeskim i wołyńskim – i zapowiedź wyborów do Konstytuanty wileńskiej pozostawały jednak w zgodzie z zasadą samostanowienia narodów, spotkały się zatem z dość przychylnym nastawieniem na Zachodzie.
Po zajęciu Wilna w mieście zorganizowano stosowne ceremonie, w tym defiladę wojsk i uroczyste dziękczynienie w Ostrej Bramie. Tak moment ten opisał naoczny świadek, Tadeusz Święcicki:

Wielki szloch tego tłumu, klęczącego na ulicy. Spojrzałem na Komendanta. Stał twarzą zwrócony do obrazu, oparty na szabli, nasrożony i... spod nasrożonych brwi ciężka łza spływała mu na wąsy. Śmigły za nim miał jakiś nerwowy tick na twarzy. Twarz drgała i też łzy ciekły mu po twarzy. A Belina beczał po prostu jak smarkacz...

Sam Piłsudski miał później napisać tylko:

Do żadnego miasta zdobytego przeze mnie nie wjeżdżałem z takim uczuciem, jak do Wilna

Tak z kolei zajęcie Wilna skomentował krakowski „Czas”:

Po 120 latach przerwy powraca Wilno znowu do łączności z Koroną – a wraz z nim, miejmy nadzieję, cała Litwa. [...] Wprawdzie bowiem na drodze ku odzyskaniu dawnej historycznej granicy na wschodzie jest zajęcie Wilna dopiero pierwszym krokiem, ale mamy wszyscy świadomość, że poprzestać na nim nie można

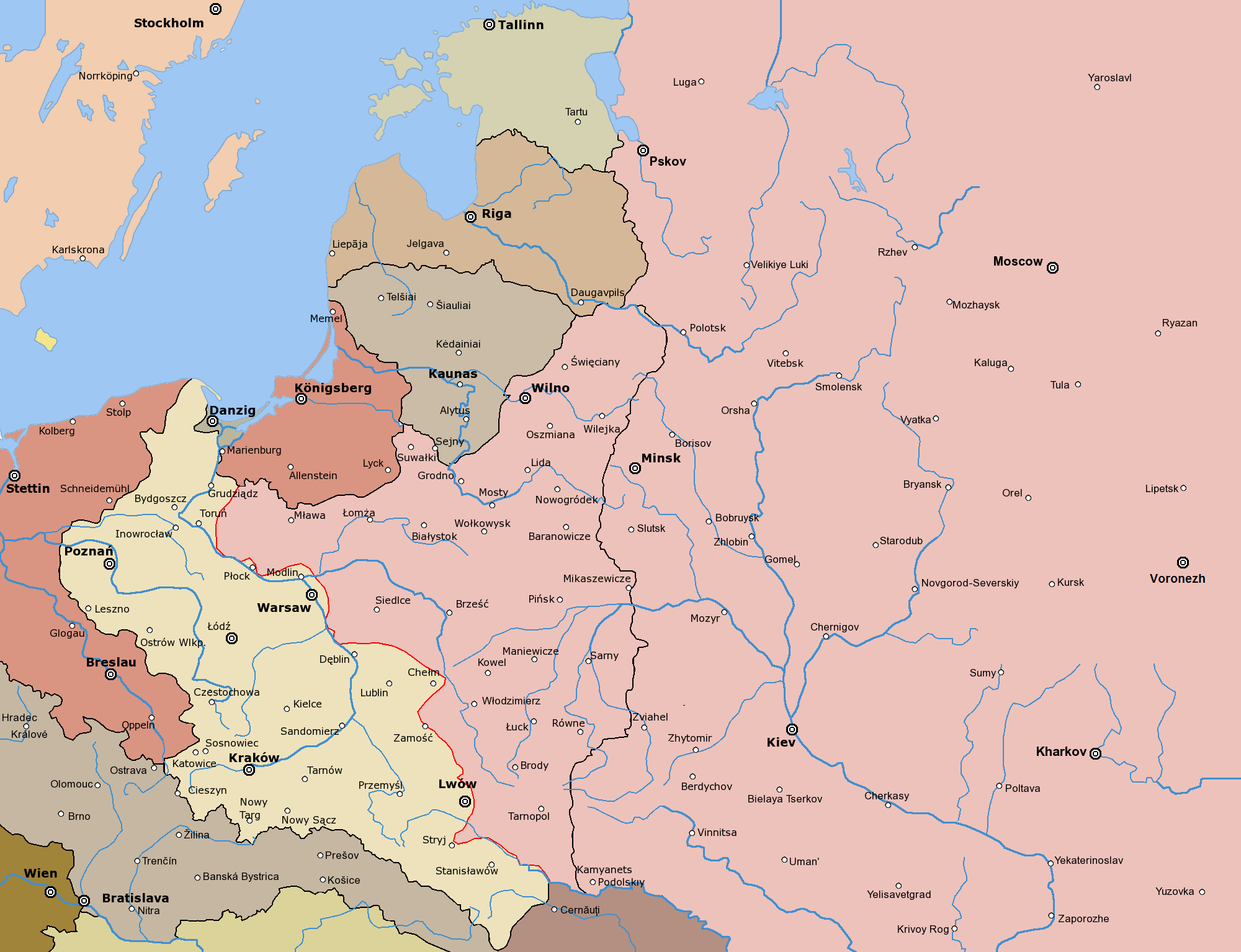
Linia frontu w połowie sierpnia 1920

26 lipca 1919 Rada Najwyższa konferencji pokojowej w Wersalu zatwierdziła nowy projekt granicy polsko-litewskiej, zwany linią Focha. Zakładał on podział Suwalszczyzny według kryterium etnicznego oraz pozostawiał Wilno po stronie polskiej. Jednak opuszczany przez Niemców region Suwałk został szybko przejęty przez siły litewskie. Spotkało się to jednak z oporem mieszkańców, którego kulminacją stało się tzw. powstanie sejneńskie.
Pomimo widocznych trudności z pozyskaniem sąsiednich narodów do realizacji koncepcji federacyjnej, Piłsudski nadal podejmował wysiłki na jej rzecz, jednak swoje plany ograniczył. Wobec braku możliwości znalezienia wpływowych sojuszników zrezygnowano z idei utworzenia niepodległej Białorusi, tworząc jednak białoruskie formacje wojskowe, pod dowództwem gen. Stanisława Bułaka-Bałachowicza. W czasie powstawania formacji wojskowych na ziemiach polsko-litewsko-białoruskich w 1919 pojawiła się także dość egzotyczna inicjatywa polskich Tatarów, którzy za przyzwoleniem Piłsudskiego utworzyli Pułk Jazdy Tatarskiej. Piłsudski postanowił skoncentrować swe wysiłki na krajach bałtyckich. W dniach 15–22 stycznia 1920, w Helsinkach obradowały delegacje rządowe Polski, Litwy, Łotwy, Estonii i Finlandii. Próby zjednoczenia sił przeciwko Rosji Radzieckiej nie zakończyły się jednak sukcesem, gdyż strona litewska za równorzędne zagrożenie uznawała także Niemcy i Polskę. Litwini pozostawali też wrodzy idei plebiscytu na Wileńszczyźnie, Suwalszczyźnie i Białostocczyźnie, gdyż ich roszczenia oparte były nie na przesłankach etnicznych, ale historycznych.
W lutym 1920 doszło do przesilenia w rosyjskiej wojnie domowej, gdyż oddziały interwencyjne państw Ententy wycofały się, w związku z czym Armia Czerwona mogła zwrócić cały swój wysiłek wojenny w kierunku zachodnim. Tymczasem 21 kwietnia 1920 doszło do podpisania porozumienia polsko-ukraińskiego, dzięki któremu Polska pozyskała atamana Semena Petlurę dla koncepcji federacyjnej. 25 kwietnia Piłsudski podjął decyzję o wspólnej ofensywie na południowym odcinku frontu i już 7 maja oddziały armii gen. Edwarda Rydza-Śmigłego wkroczyły do Kijowa. Cała akcja odniosła sukces militarny, jednak kolejny raz nie spotkano się z pozytywną reakcją społeczeństwa, co wstrzymało rozmach wspólnej ofensywy. Rząd Leopolda Skulskiego ogłosił gotowość do pertraktacji z Rosją Radziecką, co pozostało bez odzewu. 14 maja kontrofensywę na północnym odcinku frontu podjął Michaił Tuchaczewski. 8 czerwca front ustalił się nie linii rzek Auty i Berezyny. 5 czerwca bolszewicy uderzyli również na południu, gdzie sukcesy odnosiła słynna Konarmia Siemiona Budionnego. Generalne natarcie bolszewickie nastąpiło 4 lipca i spowodowało systematyczny odwrót sił polskich. 11 lipca Armia Czerwona przejęła Mińsk, 14 – Wilno, a 19 – Grodno. 23 tzw. grupa mozyrska zajęła Pińsk, a 1 sierpnia – Brześć nad Bugiem. W tym samym czasie padł Bielsk Podlaski oraz Białystok, do którego przybył Julian Marchlewski, przywożąc z sobą manifest Tymczasowego Komitetu Rewolucyjnego Polski datowany na 30 sierpnia, w którym zapowiadano utworzenie Polskiej Socjalistycznej Republiki Radzieckiej. Wkrótce do Białegostoku przybyli pozostali członkowie Polrewkomu, a na zajętych obszarach działać zaczęły trybunały rewolucyjne. Polityka uzurpatorskiej władzy spotkała się ze zdecydowanie nieprzychylnym nastawieniem Polaków zamieszkujących Białostocczyznę i Wileńszczyznę. Nowy porządek przychylnie powitała jedynie część mniejszości białoruskiej i żydowskiej.
W trakcie ofensywy bolszewickiej rząd polski podejmował szereg zabiegów dyplomatycznych, mających na celu wzmocnienie pozycji w negocjacjach. Ówczesna sytuacja nie była dla Polski korzystna, o czym świadczą choćby namowy Lloyda George’a w czasie lipcowej konferencji w Spa na przyjęcie linii Curzona jako przyszłej granicy polsko-radzieckiej. Jednym z celów polityki zagranicznej Polski stało się zapewnienie neutralności Litwy w trwającej wojnie. 4 lipca 1920 uznano niepodległość tego kraju, wraz z Wilnem po litewskiej stronie (zgodnie ze stanowiskiem Władysława Grabskiego ze Spa), lecz nie doprowadziło to do zmiany sytuacji. 12 lipca doszło do zawarcia pokoju między Litwą a Rosją Radziecką, w którym m.in. ustalono przebieg ich nowej granicy. Rosja Radziecka całą Wileńszczyznę z Wilnem, Lidą, Oszmianą i Grodnem przyznała Litwie, w zamian za zgodę na przemarsz Armii Czerwonej przez jej terytorium. W tym czasie nastąpił atak wojsk litewskich na polskie placówki w rejonie Dukszty, Niewiejtany, Butrymańce, a 14 lipca Litwini zajęli Nowe Troki-Landwarów. W dniu 19 lipca wojska litewskie zajęły Puńsk, Sejny i Giby, 30 lipca zdobyły Suwałki atakując polski pociąg ewakuacyjny, a 8 sierpnia Litwini zajęli Augustów łamiąc deklarowany oficjalnie status strony neutralnej.
Wkrótce jednak doszło do gwałtownej zmiany na froncie. Choć siły bolszewickie znalazły się 12 sierpnia pod Radzyminem, to ich wartość bojowa znacznie ucierpiała wskutek forsownego i długo trwającego marszu na zachód. Krwawe starcia, czyli Bitwa Warszawska, zwana także Cudem nad Wisłą, rozstrzygnięte zostały na korzyść Polaków, a 16 sierpnia natarcie grupy uderzeniowej znad Wieprza zmusiło bolszewików do odwrotu. Część Armii Czerwonej została internowana na terenie Prus Wschodnich, części zaś udało się przez terytorium Litwy przedostać do RFSRR. Spora grupa wojsk dostała się do polskiej niewoli. 26 września klęskę bolszewików przypieczętowała ich kolejna porażka w bitwie nad Niemnem. W tym samym dniu grupa gen. Stanisława Bułaka-Bałachowicza zajęła Pińsk. W końcu września wznowiono rokowania pokojowe, sfinalizowane podpisaniem traktatu ryskiego 18 marca 1921 określającego m.in. granicę polsko-radziecką wzdłuż linii Dzisna – Dokszyce – Słucz – Korzec – Ostróg – Zbrucz, czyli zbliżonej do granicy z II rozbioru Polski.

### Spór o Wileńszczyznę

Przebieg różnych linii demarkacyjnych podczas walk o Suwalszczyznę i Wileńszczyznę

Na początku października doszło do zetknięcia podążających w pogoni za bolszewikami wojsk polskich z oddziałami litewskimi. 7 października w Suwałkach podpisano umowę o tymczasowej linii demarkacyjnej. Na jej mocy Wileńszczyzna znalazła się po stronie litewskiej. Rozwiązanie to było zgodne z przynależnością historyczną obszaru, jednak stało w sprzeczności z przyjętym w Wersalu kryterium etnicznym, gdyż jej mieszkańcami w przeważającej mierze była ludność polska. W obliczu braku zgody Litwinów na przeprowadzenie plebiscytu oraz obaw polskich o nieprzychylną reakcję państw Ententy Piłsudski zdecydował się upozorować bunt części oddziałów. Do współpracy namówił swojego przyjaciela, gen. Lucjana Żeligowskiego, który 8 października na czele 1 Dywizji Litewsko-Białoruskiej wyruszył w kierunku Wilna, by w następnym dniu zająć miasto.
Tak o swojej rozmowie z marsz. Piłsudskim pisał sam gen. Żeligowski:

Zameldowałem się w wagonie, w którym mieszkał marszałek. Łatwa była rozmowa, obaj rozumowaliśmy wileńskimi kategoriami. Marszałek ocenił sytuację. Bolszewicy oddali Wilno rządowi kowieńskiemu. Polska nie może tu nic zrobić, gdyż nie pozwolą na to państwa koalicji i ponieważ w Spa Wilno zostało przez rząd polski oddane Litwie. Jeżeli teraz Wilna nie wyratujemy, to historia nam tego nie daruje. I nie tylko Wilna. Musimy odbudować Litwę. Może to tylko zrobić sama ludność – jej synowie w Litewsko-Białoruskiej Dywizji. Trzeba, aby ktoś wziął na siebie całą sprawę. Marszałek uważał, że tylko ja mogę to zrobić. Tylko pamiętać należy, że wszystkich mamy przeciwko sobie, nawet społeczeństwo polskie, które nie rozumie sprawy litewskiej. [...] 9 października 1920 roku na czele wojsk złożonych z synów Litwy i Białorusi zajął Wilno nie generał polski Żeligowski, ale Litwin Żeligowski, ten, który będąc małym chłopcem, przychodził z Żupran do Wilna na egzamin i nocował na ławkach miejskich ogrodów.

Wszelkim instytucjom litewskim oraz około 300 jeńcom wojennym pozwolono się wycofać. Ewakuacji towarzyszyły różne okoliczności, które tak ujął jeden z litewskich pułkowników:

Choć przykro przyznać, ale prawda wymaga powiedzieć, że nie łzami odprowadzały nas wsie i osady, lecz kulami, widłami i siekierami. Jeden żołnierz zabity, kilku rannych... Dla naszego cofającego się i głodnego żołnierza nawet kawałka chleba nie było, a dla Polaków znajdowało się i masło.

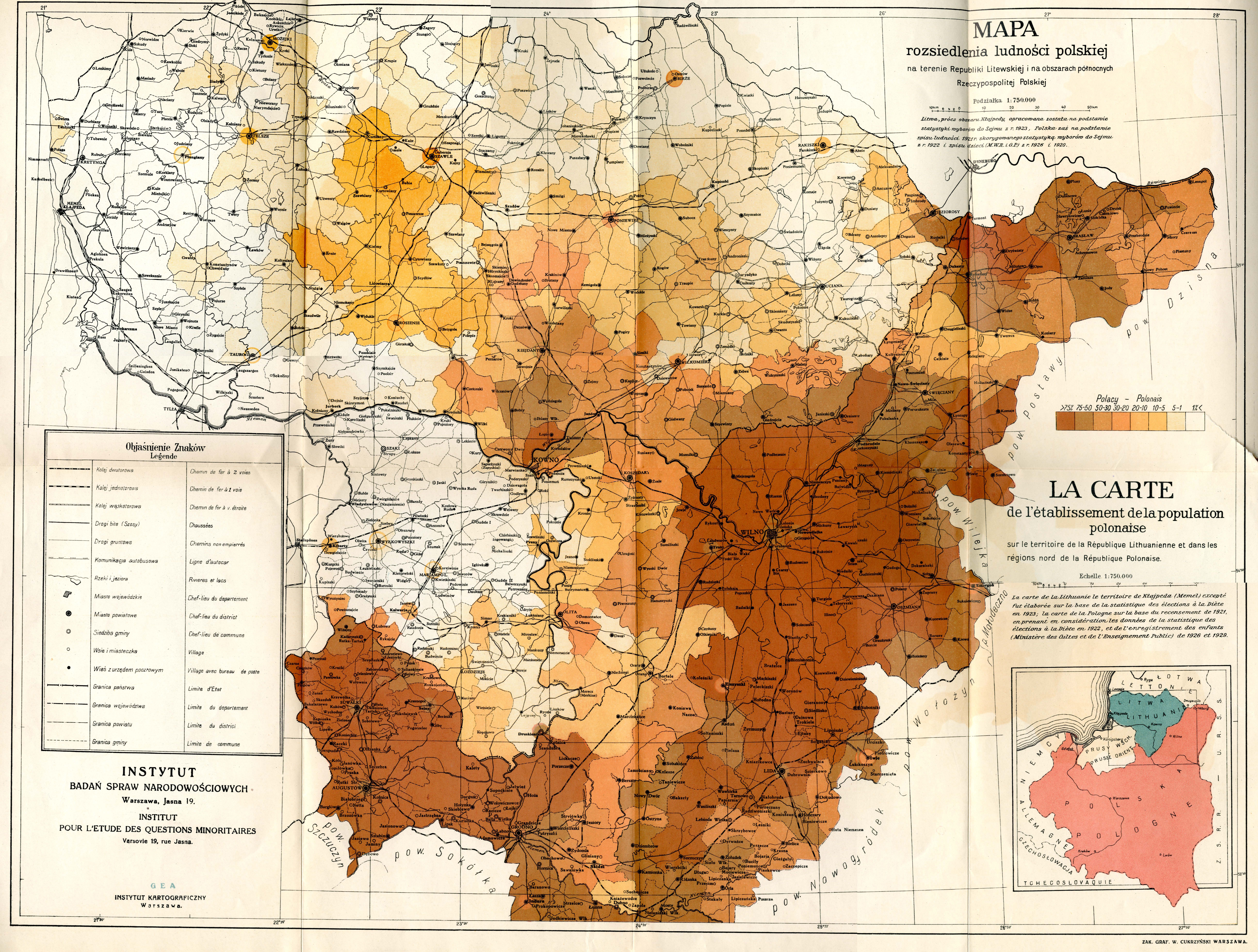
Rozmieszczenie ludności polskiej na Litwie Kowieńskiej i w przygranicznych powiatach polskich w latach dwudziestych XX w.

#### Reakcje
Cała akcja zajęcia Wileńszczyzny spowodowała gwałtowny sprzeciw rządu litewskiego, który znów zmuszony był ulokować się w Kownie. Na temat spornego terytorium rozpoczęły się pertraktacje pod protektoratem Ligi Narodów. Padały różne propozycje, odrzucane na przemian przez obie strony. Zamieszanie nie wpłynęło zasadniczo na przebieg pertraktacji polsko-radzieckich w Rydze. Kwestia ta spowodowała także stereotypowe negatywne postrzeganie Polski wśród Litwinów w kolejnych dziesięcioleciach jako wrogo nastawionego i krzywdzącego Litwę kraju, któremu nie należy ufać.

### Utworzenie Litwy Środkowej
Na podporządkowanych sobie terenach gen. Lucjan Żeligowski zapowiedział utworzenie nowego państwa – Litwy Środkowej. 29 listopada komisja Ligi Narodów doprowadziła do zawieszenia broni między Litwą Środkową a Litwą Kowieńską. Wytyczono też wówczas pas neutralny pomiędzy nimi. W warunkach odrzucania kompromisowych propozycji przez rządy Polski i Litwy, już po opuszczeniu Litwy Środkowej przez wojska gen. Żeligowskiego, przeprowadzono wybory do lokalnego zgromadzenia – Sejmu Orzekającego. Frekwencja wyniosła aż 64% uprawnionych do głosowania. 20 lutego 1922 organ ten podjął uchwałę w następującym brzmieniu:

Ziemia Wileńska stanowi bez warunków i zastrzeżeń nierozdzielną część Rzeczypospolitej Polskiej.

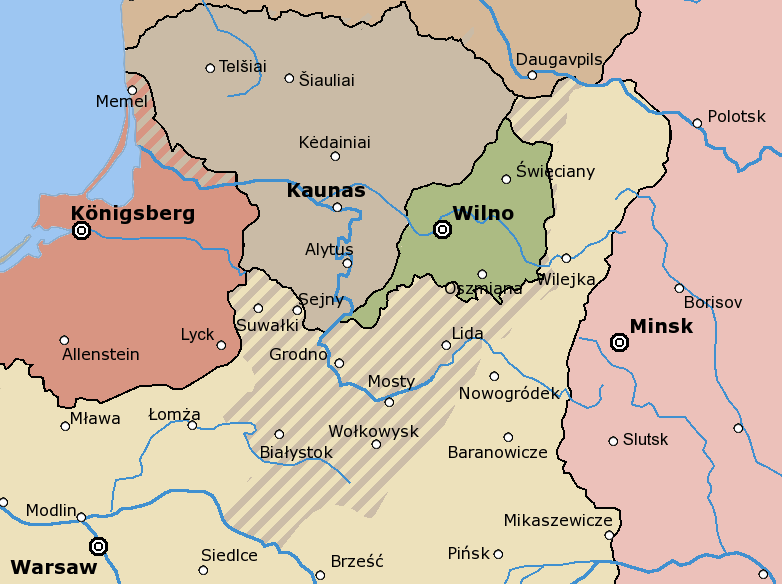
Położenie Litwy Środkowej i zasięg terytorialnych roszczeń Litwy

Wkrótce potem wydelegowano do Warszawy grupę przedstawicieli, którzy złożyli ten akt władzom Rzeczypospolitej Polskiej. 2 marca w polskim Sejmie doszło do protestu części endecji, gdyż nie chciała ona stwarzać możliwości nadania autonomii przyłączanym terenom. Przeciwko pomysłom autonomii protestowała także delegacja Sejmu Wileńskiego przybyła do Warszawy. Wynikiem tego protestu była dymisja rządu Antoniego Ponikowskiego. Ostatecznie 24 marca ziemia wileńska została bezpośrednio włączona do Polski, stając się jednym z 16 województw o normalnym statusie.

### Stan do 1938

Herb województwa wileńskiego

Postanowienia traktatu ryskiego oznaczały klęskę koncepcji federacyjnej. Wszelkie próby polskiej dyplomacji dążące do rozszerzenia Małej Ententy zawodziły. Również porozumienie wyłącznie z państwami bałtyckimi okazało się bardzo trudne. Usiłowano zapoczątkować je już na konferencji w Rydze w lipcu 1920. Kolejną próbę podjęto rok później, na spotkaniu w Helsinkach, gdzie nie stawiła się jednak delegacja litewska. W 1922 zorganizowano konferencję w Warszawie, gdzie Polska, Łotwa, Estonia i Finlandia zawarły traktat o życzliwej neutralności i niezawieraniu przeciw sobie żadnych porozumień międzynarodowych, jednak nie wszedł on w życie ze względu na opór fińskiego parlamentu, naciskanego przez Niemcy. Dodatkowo nastąpiło ochłodzenie w kontaktach polsko-łotewskich na skutek przeprowadzenia na Łotwie radykalnej reformy rolnej wywłaszczającej polskich ziemian oraz ograniczającej tam polskie szkolnictwo. W grudniu 1922 w Moskwie odbyła się konferencja z udziałem gospodarzy, Polski, Litwy, Łotwy, Estonii i Finlandii. Strona radziecka postulowała 25% redukcję sił lądowych oraz wyznaczenie limitów kontyngentów wojskowych. Stawiałoby to ZSRR w pozycji uprzywilejowanej, gdyż żaden z mniejszych partnerów nie był w stanie go kontrolować. Wobec tego Polska wystąpiła z alternatywną propozycją, w wyniku której uczestnicy konferencji wspólnie zadeklarowali wyrzeczenie się wzajemnych agresywnych zamiarów.
Stosunki polsko-litewskie nadal paraliżowała kwestia przynależności państwowej Wileńszczyzny. Litwa traktowała obszar jako historycznie litewski, nie biorąc pod uwagę kryterium etnicznego, które jednoznacznie przemawiało na korzyść Polski. Polacy zaś nie wyrażali zgody na zrzeczenie się rejonu Wilna bez poważnych gwarancji ścisłego związku między obu państwami. Fiasko rozmów pod egidą Ligi Narodów, przyłączenie Litwy Środkowej do II Rzeczypospolitej i dokooptowanie posłów Sejmu Wileńskiego do Sejmu Ustawodawczego spowodowało protest Anglii, Francji i Włoch oraz przede wszystkim ogłoszenie przez Litwę stanu wojny z Polską.
W styczniu 1923 Litwa zbrojnie zajęła Okręg Kłajpedy znajdujący się pod międzynarodowym zarządem tymczasowym. Wydarzenie to stało się dla rządu Władysława Sikorskiego okazją do przeprowadzenie akcji na rzecz uznania wschodniej granicy Polski przez mocarstwa. Dzięki pośrednictwu Mussoliniego 15 marca 1923 Rada Ambasadorów, wykonując art. 87 traktatu wersalskiego, podjęła decyzję o uznaniu granicy ryskiej oraz przynależności Wileńszczyzny do Polski. Litwa nie pogodziła się z tym rozwiązaniem i nie nawiązała stosunków dyplomatycznych. Wbrew umowie z maja 1923 w sprawie przyznania jej Kłajpedy odcięła też dostęp towarów polskich przez Niemen. Utrzymywała też formalny stan wojny z Polską.
W marcu 1925 polski minister spraw zagranicznych Aleksander Skrzyński odwiedził Paryż i Genewę, gdzie przedstawiono mu stanowisko Anglii i Francji w sprawie powstającego w Europie paktu gwarancyjnego. Premier rządu francuskiego Édouard Herriot popierał zarówno pakt gwarancyjny, jak i protokół genewski, natomiast minister spraw zagranicznych Wielkiej Brytanii Austen Chamberlain był wobec protokołu sceptyczny. W zachodnich kręgach dyplomatycznych pojawił się wówczas przejściowo pomysł przekazania Polsce Litwy z Kłajpedą w zamian za odstąpienie Pomorza wraz z Gdańskiem na rzecz Niemiec.
28 września 1926 w Moskwie podpisano radziecko-litewski układ polityczny, w którym ZSRR pośrednio popierał pretensje terytorialne Litwy wobec Polski. Rząd polski uznał to za sprzeczne z traktatem ryskim, jednak nie wpłynęło to na anulowanie układu, wzmocniły się jedynie antypolskie tendencje na Litwie. Wszelkie próby porozumienia z Kownem podejmowane przez Piłsudskiego kończyły się klęską.
W grudniu 1926 zamach stanu na Litwie wyniósł do władzy zwolenników polityki proniemieckiej i antypolskiej. Prezydentem Litwy został Antanas Smetona, zaś na czele rządu stanął Augustinas Voldemaras. Osłabiło to gotowość strony polskiej do nawiązania stosunków sąsiedzkich. Pogorszenie relacji spowodowało też umieszczenie przez Litwinów postanowienia w projekcie konstytucji, że stolicą ich państwa jest Wilno. Podtrzymano też oficjalny stan wojny między obu krajami. Wrogość we wzajemnych stosunkach osiągnęła szczyt w listopadzie 1927, gdy po nieudanej próbie zamachu stanu na Litwie, jej władze rozpoczęły szykanowanie mniejszości polskiej, która poparła niedoszły pucz. W odpowiedzi strona polska zastosowała retorsje. Również w listopadzie do Ligi Narodów wpłynęły dwie skargi ze strony litewskiej oskarżające Polskę o agresywne plany. Do działań tych usiłował się włączyć ZSRR, który stwierdził, że nieuznawanie niepodległości Litwy uzna za początek agresji wobec Związku Radzieckiego. 28 listopada rząd polski wystosował do Ligi notę z wyjaśnieniem, że pragnie jedynie nawiązania normalnych stosunków dyplomatycznych i handlowych z państwem litewskim. W grudniu kwestia polsko-litewskich nieporozumień trafiła pod obrady Ligi Narodów. 9 grudnia miało miejsce spotkanie Piłsudski-Voldemaras w Genewie, gdzie Piłsudski zapytał wprost, czy Litwa chce wojny, czy pokoju. W takim położeniu Voldemaras zaprzeczył wprawdzie wojnie, choć uchylił się od potwierdzenia stanu pokoju. 10 grudnia Liga przyjęła do wiadomości oświadczenie litewskiego premiera, mówiące, że nie ma stanu wojny między Polską a Litwą oraz oświadczenie premiera polskiego o uznaniu przez Polskę nienaruszalności terytorialnej swojego sąsiada. Liga poleciła też rozpoczęcie bezpośrednich pertraktacji celem nawiązania stosunków. Spotkanie w Genewie było też okazją do zakończenia konfliktu związanego z zamykaniem polskich szkół na Litwie.

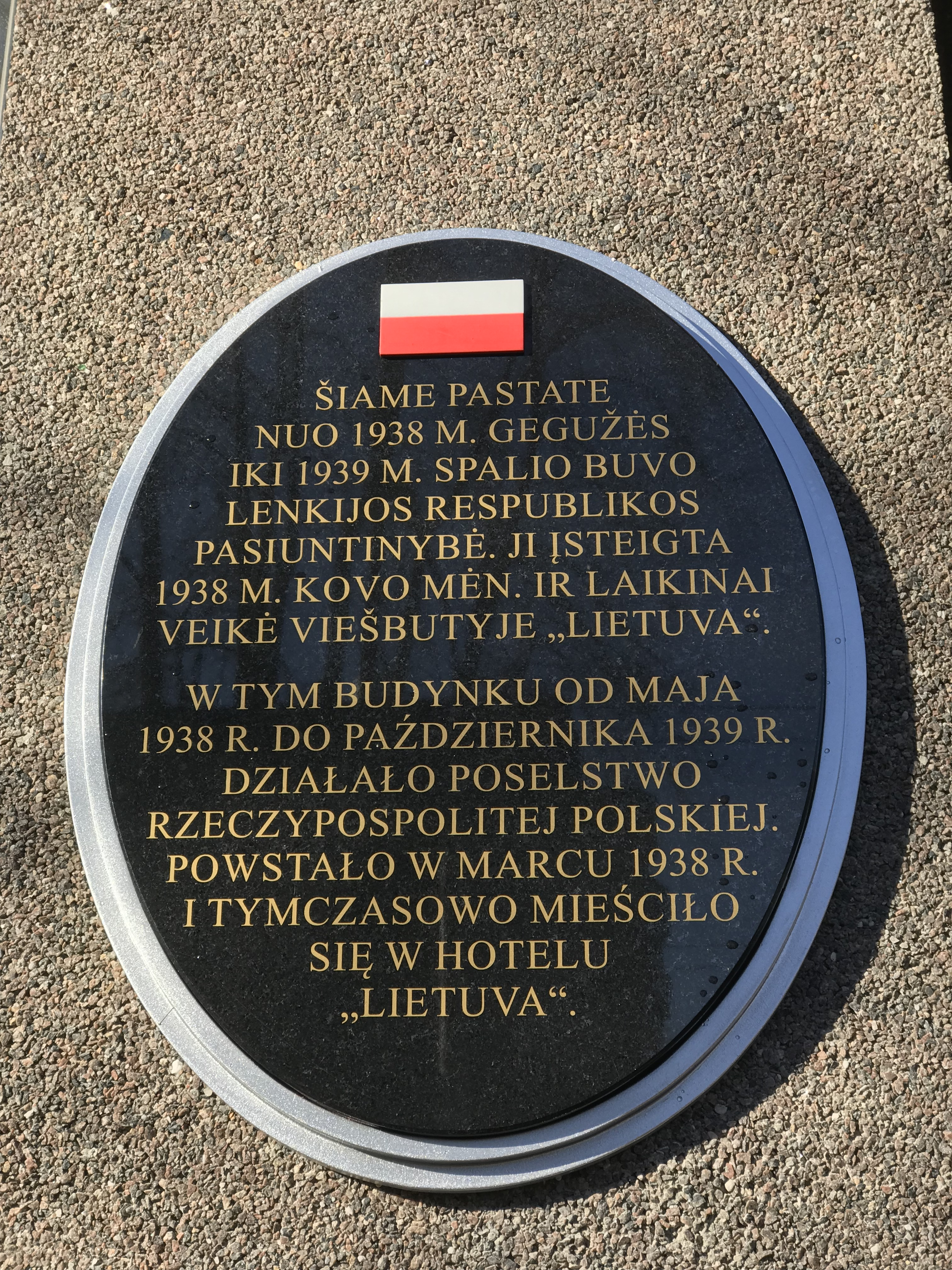
Tablica upamiętniająca działające w latach 1938–1939 w Kownie Poselstwo RP

W 1928 r. Litwa wyraziła chęć włączenia się w próbę uregulowania kontaktów między Rumunią, Polską, Łotwą, Estonią i Finlandią z jednej strony, a Związkiem Radzieckim z drugiej. Do protokołu Litwinowa nie przystąpiła jednak w dniu jego zawarcia (9 lutego 1929). Z układów zupełnie wycofała się Finlandia.

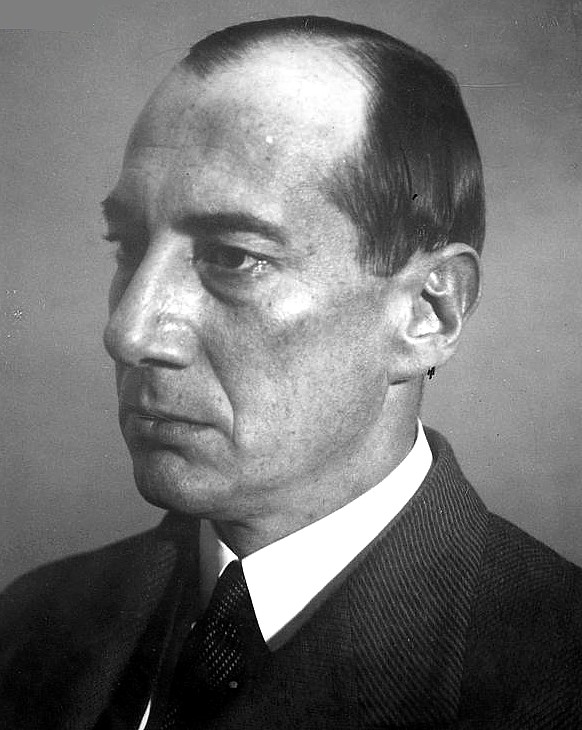
Józef Beck – minister spraw zagranicznych II RP w latach 1932–1939

Do istotnych wydarzeń okresu lat 30. w zakresie stosunków polsko-litewskich zaliczyć można przedłużenie przez oba państwa swoich traktatów o nieagresji z ZSRR, co oznaczało jednocześnie ponowną gwarancję ze strony tego ostatniego w kwestii granic. Istotnie na sprawę wzajemnych relacji mogło też wpłynąć wypowiedzenie przez polską dyplomację, kierowaną od 1932 przez Józefa Becka, traktatu mniejszościowego w 1934, lecz krok ten dotyczył raczej stosunków polsko-niemieckich.
Do roku 1938 wzajemne polsko-litewskie napięcie w stosunkach utrzymywało się. 11 marca na granicy miał miejsce incydent zbrojny, w wyniku którego śmierć poniósł kapral Stanisław Serafin, żołnierz Korpusu Ochrony Pogranicza. W związku z tym 17 marca rząd polski wystosował za pośrednictwem litewskiego posła w Tallinnie ultimatum do rządu litewskiego z żądaniem natychmiastowego nawiązania normalnych stosunków dyplomatycznych bez żadnych warunków wstępnych. marsz. Edward Rydz-Śmigły przybył do Wilna, wydano też stosowne zarządzenia wojskowe. W całej Polsce masowo organizowano manifestacje popierające politykę rządu, ich hasłem przewodnim stało się „Wodzu, prowadź nas na Kowno!”. Ultimatum spotkało się ze zdecydowaną reakcją ZSRR, który wyraził swój brak akceptacji dla tego typu działań podejmowanych przez Polaków oraz nieprzychylnym nastawieniem Francji i innych państw zachodnich, w mniemaniu których środek ten był na miarę nacisków stosowanych przez Hitlera. 19 marca rząd Litwy przyjął żądania, co pozwoliło unormować stosunki. Prawdziwym tłem całej akcji była jednak chęć porozumienia środowisk litewskich pragnących normalizacji w stosunkach z rządem polskim, nie będących jednak w stanie przezwyciężać silnie antypolskiego nastawienia w rządzie własnego kraju.

## Okres II wojny światowej

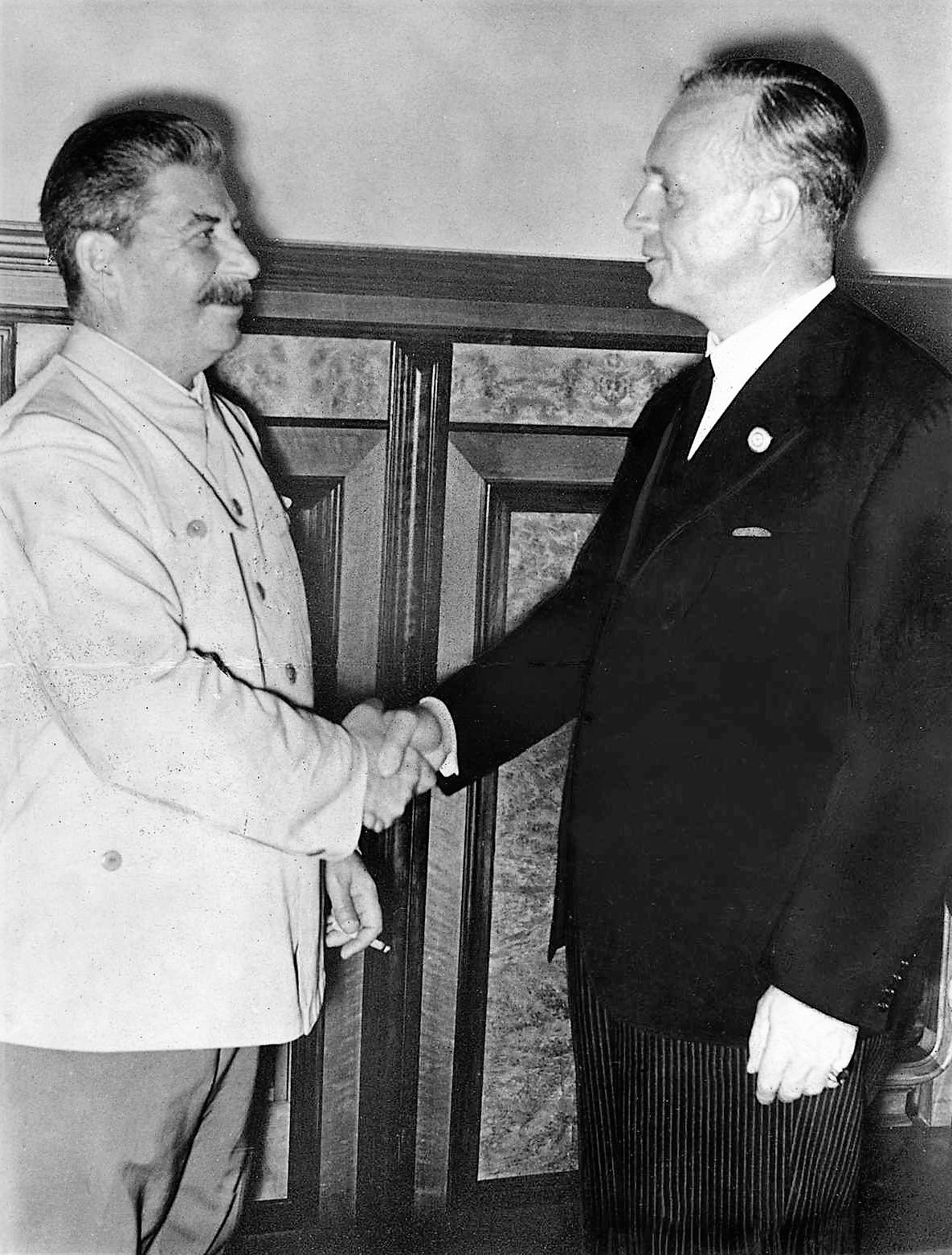
Stalin i Ribbentrop; Moskwa, 23 sierpnia 1939

### Pakt Ribbentrop-Mołotow
23 sierpnia 1939 na rozmowy do Moskwy udał się Joachim von Ribbentrop – minister spraw zagranicznych III Rzeszy. Późnym wieczorem ustalił on ze swym radzieckim odpowiednikiem, Wiaczesławem Mołotowem treść układu o nieagresji między ich państwami oraz dołączonego do niego tajnego protokołu. Zakładał on podział Europy Środkowej na strefy wpływów, m.in.:

Na wypadek przekształcenia terytorialno-politycznego obszaru należącego do państw bałtyckich (Finlandia, Estonia, Łotwa i Litwa), północna granica Litwy tworzy automatycznie granicę sfery interesów niemieckich i ZSRR, przy czym obie strony uznają roszczenia Litwy do terytorium wileńskiego

oraz:

Na wypadek terytorialno-politycznego przekształcenia terytoriów należących do państwa polskiego, sfery interesów Niemiec i ZSRR będą rozgraniczone w przybliżeniu przez linię Narew-Wisła-San. Kwestia, czy i w interesie obu uznane będzie za pożądane utrzymanie niepodległego państwa polskiego zostanie definitywnie zadecydowane dopiero w ciągu dalszego rozwoju wypadków politycznych. W każdym razie oba rządy rozwiążą tę kwestię na drodze przyjacielskiego porozumienia

Zawarcie układu tej treści, której istota pozostawała zatajona, oznaczać musiało przekreślenie restytucji tworu na wzór Wielkiego Księstwa Litewskiego pozostającego w ścisłym związku z Polską i poważnie zagrażało samej możliwości istnienia niepodległej Polski i Litwy. Bezpośrednią konsekwencją paktu stał się wybuch II wojny światowej w dniu 1 września 1939, rozpoczęty atakiem hitlerowskich Niemiec na Rzeczpospolitą. Jego dopełnieniem, a zarazem realizacją zobowiązań, było uderzenie ze strony ZSRR w dniu 17 września. 28 września, po spotkaniu agresorów, nastąpiło zawarcie Traktatu sowiecko-niemieckiego o granicach i przyjaźni, ustanawiającego korektę nowej granicy.

### Następstwa paktu

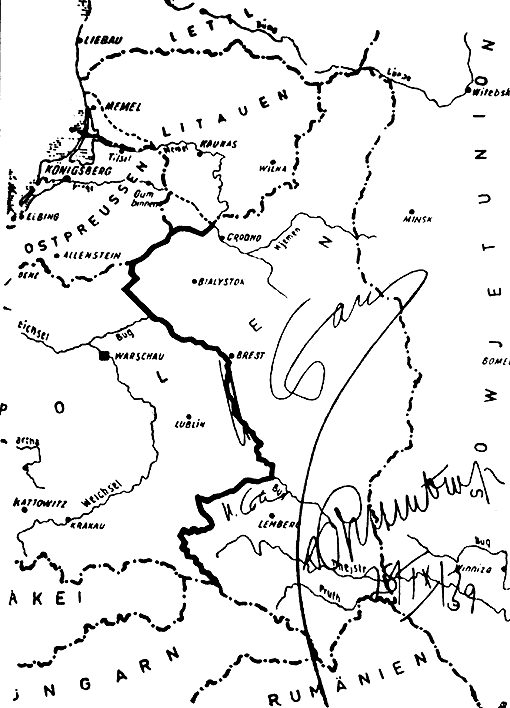
Mapa ostatecznego podziału terenów pomiędzy III Rzeszę a ZSRR z 28 września 1939 z wytyczoną granicą

Pakt Ribbentrop-Mołotow i jego późniejsze poprawki określił zasięg wpływów III Rzeszy i ZSRR. Hitlerowskie Niemcy zagarnęły zachodnią część Polski, do linii rzek – Pisa-Narew-Bug-San, natomiast Związek Radziecki Kresy Wschodnie, a w przyszłości także Kraje bałtyckie wraz z Litwą. Zanim jednak nastąpiła aneksja 10 października ZSRR przedstawił ofertę przekazania Litwinom Wileńszczyznę w zamian za przyjęcie 30-tysięcznego garnizonu Armii Czerwonej, bazy w Radziwiliszkach oraz eksterytorialne połączenie kolejowe do Lipawy przez Wilno. 14 października rząd litewski zawiadomił polskiego posła w Kownie o cofnięciu uznania dla rządu emigracyjnego. Wskutek tych zdarzeń Litwa zyskała 1,6% obszaru Polski sprzed września 1939, wraz z ok. 0,5 miliona mieszkańców, z których ok. 2/3 stanowiła ludność polska. Przekazanie fragmentu terytorium państwa polskiego Litwie było od samego początku nielegalne, a ZSRR złamał prawo międzynarodowe, dokonując aneksji, bez jednoczesnej zgody na cesję danego terytorium przez Polskę, będącą pierwotnym suwerenem na danym terytorium.
Litwa pod naciskiem ZSRR zerwała stosunki dyplomatyczne z Polską.
15 czerwca 1940 rząd radziecki postawił ultimatum wobec Litwy i Łotwy, a wkrótce na ich tereny wkroczyła Armia Czerwona, rozpoczynając w praktyce ich okupację. Proklamowano Litewską SRR oraz jej odpowiedniki w państwach sąsiednich. Dla Polaków było to tragiczne dopełnienie ich sytuacji, gdyż represje związane z okupacją dotknąć miały teraz również 50 tys. Polaków na Łotwie, 150 tys. Polaków na Litwie i ok. 350 tys. na okupowanej Wileńszczyźnie. Na wszystkich zajętych przez Armię Czerwoną terenach rozpoczęła się eksterminacja inteligencji, wszelkich sił niepodległościowych oraz „elementów politycznie niepewnych”.
Rząd gen. Sikorskiego starał się zachować dystans wobec poczynań sowieckich, stwierdzając jednak wyraźnie, że nie uznaje aneksji Krajów Bałtyckich oraz przekreślenia granicy ryskiej. W obliczu ewentualnej wojny niemiecko-radzieckiej premier odbył też szereg rozmów na temat bieżącej sytuacji z Winstonem Churchillem i Staffordem Crippsem na temat warunków porozumienia z ZSRR. Podtrzymane zostało stanowisko, że porozumienie takie jest możliwe, jednak musi zostać zagwarantowana granica ryska, nastąpić uwolnienie więzionych Polaków oraz możliwość formowania armii polskiej na terenach kontrolowanych przez Sowietów.

### Lata 1941–1945

Animacja przedstawiająca przebieg II wojny światowej w Europie

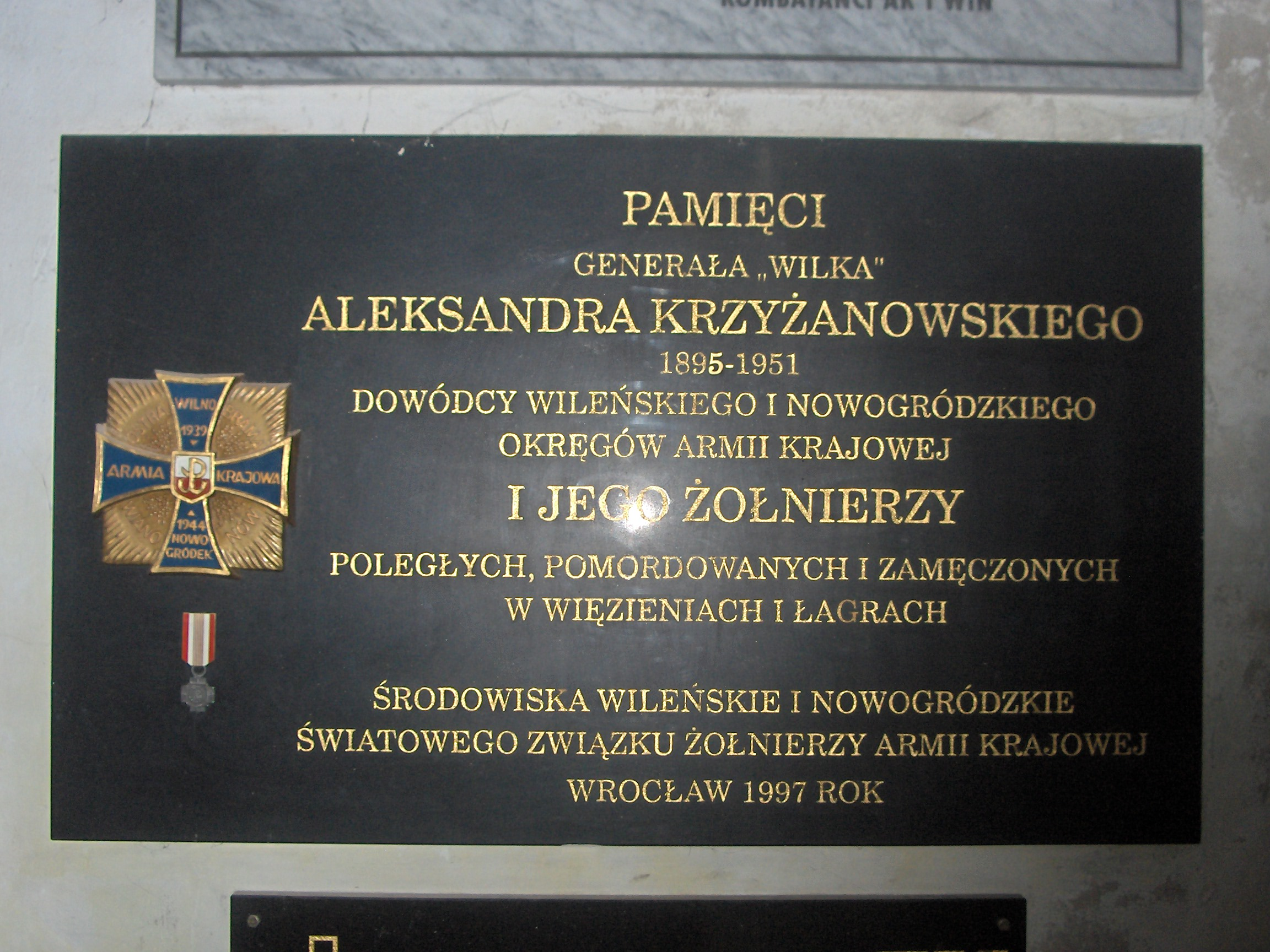
Tablica pamiątkowa ku czci gen. Aleksandra Krzyżanowskiego „Wilka” oraz jego podkomendnych z Okręgu Wilno AK (bazylika św. Elżbiety we Wrocławiu)

Niemiecki atak na ZSRR spowodował dostanie się całości terytoriów II RP i Litwy pod okupację III Rzeszy, jednak Hitler nie zamierzał wykorzystywać potencjału, jaki stanowić mogła ludność widząca w hitlerowcach wyzwolicieli od terroru Armii Czerwonej i NKWD. Na zajętych obszarach nie tworzono nawet pozorów państwowości mieszkających tam narodów. Ważnym skutkiem wojny między dwoma reżimami totalitarnymi, pozostających do tej pory w ścisłym sojuszu, stało się porozumienie radziecko-brytyjskie, z którego uformowała się w przyszłości koalicja antyhitlerowska. W tych warunkach nadzieję mogła stanowić idea utworzenia II frontu w Europie poprzez aliancki desant na Bałkany i marsz sił sprzymierzonych w kierunku północnym. Po ustaleniach w Teheranie koncepcja ta została jednak odrzucona, na rzecz lądowania w Normandii. W Teheranie zawarto też postanowienia dotyczące przyszłej granicy Polski na linię Curzona, z czego jednak opinia publiczna nie zdawała sobie sprawy. Kolejny okres przyniósł odwrócenie sytuacji na froncie – Armia Czerwona rozpoczęła marsz w kierunku zachodnim. Spowodowało to żywą reakcję Polskiej Państwa Podziemnego, czego wyrazem stała się akcja Burza. Jednym z jej elementów była przeprowadzona na Wileńszczyźnie operacja Ostra Brama, w wyniku której doszło do zdobycia Wilna przez siły Armii Krajowej z czerwonoarmistami, jednak już 3 dni po akcji NKWD rozpoczęło akcję internowania polskich żołnierzy. Ich dramatyczną sytuację pogarszała obojętność aliantów zachodnich, gdyż zgodnie z ustaleniami tzw. wielkiej trójki Wilno nie miało znaleźć się po wojnie na terytorium Polski.
Jednym z problemów polsko-litewskich była wówczas działalność Ypatingasis būrys, czyli tzw. Strzelców Ponarskich. Była to litewska formacja policyjna kolaborująca z niemieckimi narodowymi socjalistami. Jej członkowie brali czynny udział w organizowanych przez Niemców pogromach ludności różnych narodowości. Uczestniczyli oni m.in. w mordach w Ponarach, gdzie śmierć poniosła część polskiej inteligencji wileńskiej oraz żołnierzy Armii Krajowej.
Litewska policja nie była wówczas jedyną organizacją zwalczającą Polaków. Walkę z Armią Krajową prowadziły również bataliony gen. Povilasa Plechavičiusa – tworzone przez Niemców, ale pod litewskim dowództwem Vietines rinktines (Oddziały Terytorialne) miały stanowić zalążek litewskiej armii tworzonej do walki z nacierającymi siłami sowieckimi. Ich pierwszym zadaniem miała być jednak likwidacja partyzantki radzieckiej oraz polskiej. Do najintensywniejszych starć z AK doszło w maju 1944 roku. Wkrótce potem Niemcy usiłowali skłonić Litwinów do przysięgi na wierność Hitlerowi, co spotkało się z ich oporem. Spowodowało to rozwiązanie jednostek – część wchodzących w ich skład żołnierzy rozstrzelano, a część zamknięto w obozach koncentracyjnych, ale większość powróciła do swych domów.
Stosunek polityków litewskich do Polaków nie zawsze jednak był negatywny. W memorandum, jakie wystosowali oni do Komisarza Generalnego Litwy 9 listopada 1942 roku, jednakowo protestowano wobec wysiedleń Litwinów i Polaków, a także polityce okupanta wobec Żydów.
Wraz ze zmianą sytuacji na froncie wzmogła się też aktywność szeroko rozumianej partyzantki radzieckiej. Choć jej działania wymierzone były głównie w hitlerowców, to często przeprowadzała też akcje przeciw „wrogom komunizmu”. Jedną z najgłośniejszych zbrodni, było wymordowanie ludności Koniuchów 29 stycznia 1944. Jak się okazało część sprawców stanowili Litwini z Brygady Kowieńskiej Litewskiego Sztabu Ruchu Partyzanckiego oraz Brygady Wileńskiej. Z drugiej strony dochodziło też do starć z kolaborującą z Niemcami Lietuvos Vietine Rinktine – w walkach tych brała udział np. 5 Wileńska Brygada Armii Krajowej, którą dowodził maj. Zygmunt Szendzielarz. Wysiłki na rzecz porozumienia podejmowane przez gen. Aleksandra Krzyżanowskiego ps. „Wilk” okazywały się daremne.

## Lata 1945–1990

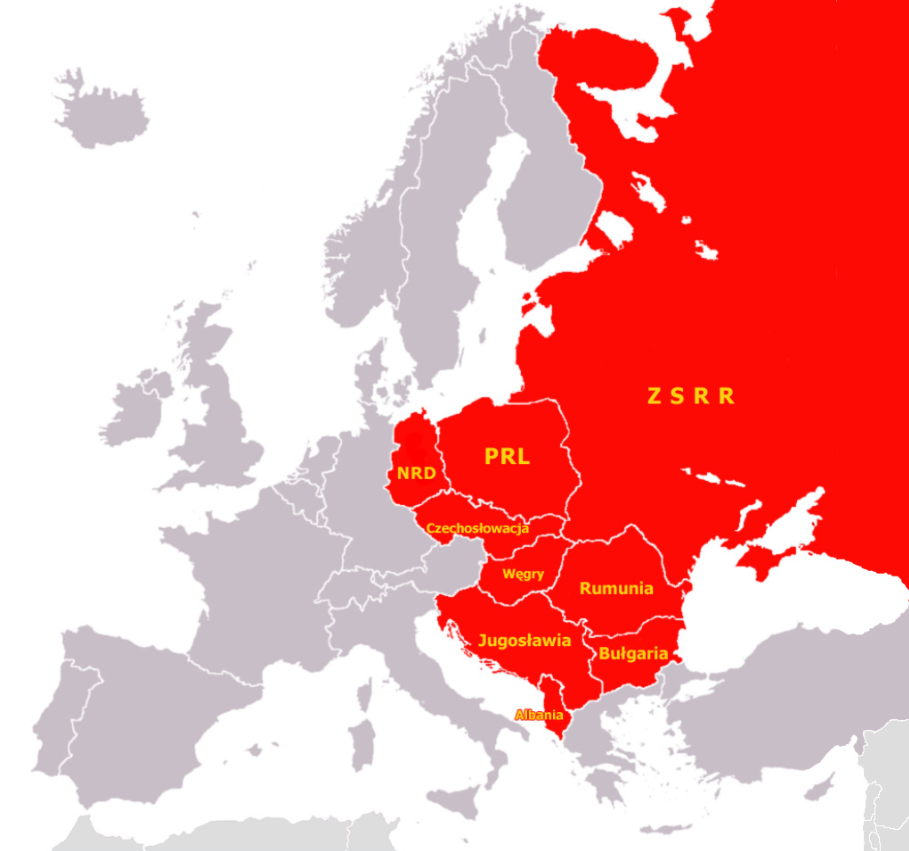
Państwa socjalistyczne w Europie

### Nowy układ geopolityczny
W wyniku II wojny światowej i decyzji mocarstw oba państwa znalazły się w strefie wpływów ZSRR. O ile dla Polski było to postawienie jej w roli satelickiej, to dla Litwy, którą wcielono do ZSRR, oznaczało utratę niepodległości. Decyzja Stalina z 1947 roku uniemożliwiła skorzystanie z pomocy w postaci planu Marshalla. Wprowadzenie gospodarki centralnie planowanej zahamowało ich rozwój na kilkadziesiąt lat. Dodatkową formą zależności stała się Rada Wzajemnej Pomocy Gospodarczej (powołana w 1949), a utworzenie Układu Warszawskiego w 1955 wzmocniło kontrolę sowiecką na kontrolowanych przez Związek Radziecki obszarach Europy Środkowej.
Polska Ludowa miała o ok. 20% mniejszy obszar od II RP i utraciła Wileńszczyznę, Polesie, Wołyń i Podole. Tereny, które dotąd zamieszkiwali wspólnie Polacy, Żydzi, Ukraińcy, Białorusini i Litwini trafiły na pastwę totalitarnego reżimu radzieckiego, co oznaczało definitywny koniec kultury Kresów. Z drugiej strony spowodować miało w przyszłości wzrost sympatii propolskich, związanych z tęsknotą za porządkiem sprzed wojny. Wyrazem tego stała się niezwykła popularność prasy i książek wydawanych w PRL.

### Wymiana ludności
Wraz z wytyczeniem nowych granic w Europie Środkowej nastąpiła wymiana ludności na niespotykaną dotąd skalę. Polskę Ludową opuściło tuż po wojnie ok. 500 tys. osób narodowości białoruskiej, ukraińskiej oraz litewskiej. W styczniu 1945 zaczęto odprawiać pierwsze transporty Polaków z Litwy. Do końca roku 1946 wyjechało ich ok. 171 tys. z czego 90 tys. stanowili byli mieszkańcy Wilna. W 1947 byłe tereny Polski opuściło kilkanaście tysięcy Litwinów, przesiedlonych do Litewskiej SRR. Po zakończeniu migracji w Polsce Ludowej pozostało jedynie ok. 10 tys. ludności litewskiej, skupionej głównie w okolicach Sejn. Decyzje o wyjeździe często były bardzo bolesne dla osób je podejmujących, gdyż pozostawiali oni wszystkie znane i bliskie sobie miejsca, cmentarze, a niekiedy nawet część swojej rodziny. Los pozostałych był jednak przeważnie o wiele gorszy – np. Polaków pozostałych na Wileńszczyźnie, praktycznie pozbawiono dostępu do religii oraz, podobnie jak pozostałych obywateli, poddano intensywnej sowietyzacji. Ich sytuacja ulegała stopniowej poprawie dopiero po odwilży z 1956 r. Stopniowo pozwalano na prowadzenie polskich parafii, czy też utrzymywanie kontaktów z rodziną za granicą. W roku 1959 na Litwie mieszkało ok. 230 tys. Polaków.

### Rola emigracji w kształtowaniu wzajemnych stosunków

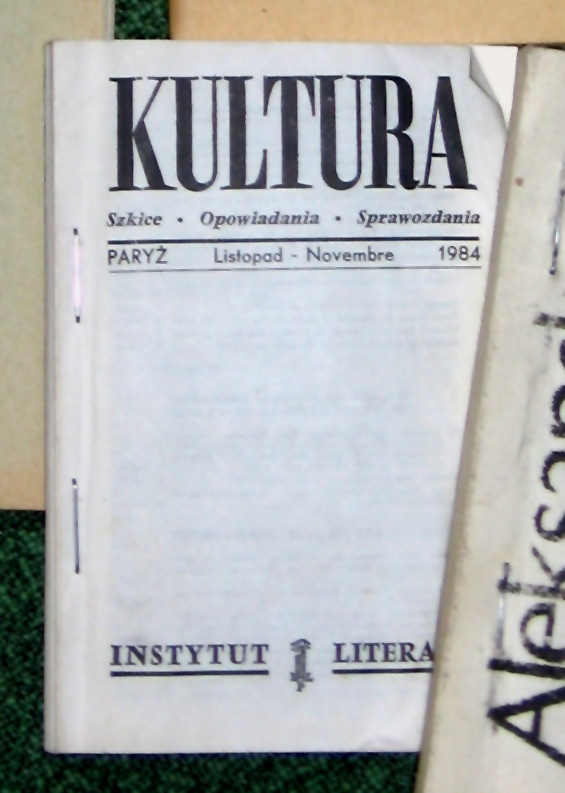
Paryska Kultura

Z racji sytuacji w jakich znalazły się społeczeństwa Polski i Litwy próby jakiejkolwiek dyskusji na temat wzajemnych stosunków wydawały się czymś absurdalnym. Czynność tę mogły jednak podejmować środowiska emigracyjne. Na szczególną uwagę, poza tworzonym od 1949 Radiem Wolna Europa, zasługuje inne medium – wydawany w Paryżu miesięcznik „Kultura”. Pismo to starało się dokonać chłodnej oceny sytuacji. Charakteryzował je realizm i umiar. Jako długofalowy cel postawiło sobie przekonanie społeczeństwa o konieczności przywiązania do idei pełnej niepodległości, przy jednoczesnym poszanowaniu dla suwerenności narodów sąsiednich – Litwinów, Białorusinów i Ukraińców. Redaktor naczelny Jerzy Giedroyc podkreślał, że gwarantem funkcjonowania niezależnego państwa polskiego jest istnienie niepodległej Litwy i że Polacy powinni wyrzec się roszczeń do Wilna, podobnie jak pozostałych miast kresowych. Kultura czyniła wiele na rzecz rozładowania wzajemnych animozji, gdyż w tym momencie bardziej szkodziły one sprawie polskiej w świecie. Starała się raczej zwrócić uwagę na wspólny cel krajów Europy Środkowej jakim była ewolucja systemu, a dłuższej mierze jego rozpad. To otwarcie części środowiska zostało pozytywnie odebrane przez koła emigracyjne Litwinów i Ukraińców.
Generalna wizja stosunków polsko-litewskich nie była jednak tak spójna. Np. rząd emigracyjny Romana Odzierzyńskiego próbował opierać swą politykę zagraniczną na koncepcji Międzymorza. Wyraźne były tu wpływy postsanacyjnej Ligi Niepodległości Polski, której program zakładał poparcie niepodległości dla Białorusi, Ukrainy i państw bałtyckich. Jak zaznaczano – „Wilno i Lwów powinny łączyć, a nie dzielić sąsiadów”. LNP starała się w ten sposób wyjść naprzeciw procesowi wzrostu świadomości narodowej wśród narodów wschodnioeuropejskich, bardziej ujarzmionych niż Polska.
W 1969 doszło do zjazdu delegatów organizacji emigracyjnych z 16 krajów związanych z Egzekutywą Zjednoczenia Narodowego oraz Radą Jedności Narodowej. Podjęto decyzję o umocnieniu sieci przedstawicielstw politycznych. w tym samym roku polska delegacja wzięła udział w obchodach dnia niepodległości Litwy. Tego typu gestom sprzeciwiały się środowiska postendeckie oraz część grup Federacji Ruchów Demokratycznych.

### Szansa na zmiany
Już w latach 70. XX wieku, częściowo na skutek środowisko emigracyjnych i istnienia w Polsce opozycji antykomunistycznej, prowadzącej do powstania NSZZ „Solidarność”, część historyków i intelektualistów litewskich zaczęła rewidować stereotypowy negatywny obraz Polski w historii Litwy i przełamywać wzajemną nieufność. Szansę na przełom przyniosły dopiero wydarzenia końcówki lat 80., czyli tzw. Jesień Ludów. Wybory z 4 czerwca 1989 w Polsce doprowadziły do wyłonienia nowego rządu – po raz pierwszy z niekomunistycznym premierem na czele. Z kolei na Litwie, mimo groźby sowieckiej interwencji, uchwalono deklarację niepodległości (11 marca 1990). Rozkład bloku wschodniego przypieczętowało podpisanie układu białowieskiego zakładającego likwidację ZSRR. Obawy na Litwie wywoływały jednak separatystyczne działania części litewskiej Polonii, która w latach 1989-90 podczas rozpadu ZSRR postulowała autonomię Wileńszczyzny.

## Okres po 1990 roku
Od czasu ogłoszenia niepodległości Litwy w 1990 roku stosunki z Polską mają charakter przyjazny. Polska uznała niepodległość Litwy 26 sierpnia 1991, a 5 września tego samego roku nawiązano stosunki dyplomatyczne. Rozwój współpracy gospodarczej rozpoczął się 28 września 1992, gdy doszło do podpisania przez rządy Umowy w sprawie wzajemnego popierania i ochrony inwestycji. 26 kwietnia 1994 roku, podczas spotkania prezydentów obu państw Lecha Wałęsy i Algirdasa Brazauskasa w Wilnie, podpisano Traktat o przyjaznych stosunkach i dobrosąsiedzkiej współpracy. W preambule traktatu wyrażono żal z powodu konfliktów między obydwoma państwami po zakończeniu I wojny światowej, potępiono używanie przemocy i uroczyście potwierdzono integralność aktualnych terytoriów ze stolicami w Warszawie i w Wilnie. Strony m.in. potwierdziły, że nie mają wobec siebie żadnych roszczeń terytorialnych, zobowiązały się do współdziałania w celu utrzymania i umocnienia bezpieczeństwa na kontynencie europejskim, szczególnie w regionie Bałtyku, zadeklarowały rozwój wzajemnie korzystnej współpracy gospodarczej, oraz zagwarantowały prawa dla mniejszości narodowych. W październiku tegoż roku układ ratyfikowały parlamenty Polski i Litwy, a w lutym 1995 litewski prezydent przyjechał do Polski z oficjalną wizytą. Kolejnym ważnym spotkaniem (1997) był przyjazd litewskiego premiera Gediminasa Vagnoriusa, który stał się kolejną okazją do podkreślenia wspólnych celów strategicznych. W podobnym tonie wypowiadali się również przewodniczący Seimasu Vytautas Landsbergis oraz prezydent Algirdas Brazauskas, którzy odwiedzili Polskę w kolejnych miesiącach. Wymiany wizyt na tak wysokim szczeblu stały się pod koniec lat 90. dość częste i tworzyły dobre warunki do dalszej współpracy. Polska aspirująca wówczas do członkostwa w NATO opowiadała się także na rzecz akcesu innych państw Europy Środkowej, w tym Litwy do Sojuszu. Pod koniec 1998 prezydenci Litwy i Ukrainy opowiedzieli się za dalszym zacieśnianiem współpracy z Polską. Prezydent Litwy wziął także udział w obchodach polskiego Święta Niepodległości. Problemem pozostawała jednak kwestia niezbyt przychylnego traktowania mniejszości polskiej na Litwie. Ponadto niektóre posunięcia litewskich władz wobec polskich kombatantów budziły żywe protesty litewskiej Polonii. Drażliwą kwestią pozostawała również sprzeczność litewskiej ustawy o języku państwowym z ustawą o mniejszościach narodowych, a także Konwencją ramową Rady Europy o ochronie mniejszości narodowych i Europejską Kartą Samorządu Terytorialnego. Mimo to na najwyższym szczeblu utrzymywały się bardzo dobre relacje, a w kwietniu 1999 prezydent Polski, Aleksander Kwaśniewski, w czasie wizyty na Litwie potwierdził polskie poparcie dla integracji Litwy ze strukturami zachodnimi. Do kolejnego spotkania głów państw doszło 12 marca 2000, w czasie tzw. III Zjazdu Gnieźnieńskiego.
Obecnie obydwa kraje dodatkowo zbliża fakt, że w ramach swej polityki zagranicznej niezwykle przyjmują podobne stanowisko i wzajemnie się wspierają. Za przykład mogą służyć wspólne wysiłki w celu przeprowadzenia mediacji w czasie trwania pomarańczowej rewolucji na Ukrainie, poparcie Litwy dla polskiego stanowiska w sprawie rosyjskiego embarga nałożonego na polskie mięso i związane z tym zgłoszenia weta przez rząd polski w kwestii nowej umowy UE-Rosja oraz sformułowanie wspólnego oświadczenia prezydentów obu państw w kwestii rozwiązania parlamentu na Ukrainie. Litwa i Polska należą do grona państw wspierających dalsze rozszerzenie Unii Europejskiej i NATO o takie kraje jak Ukraina, Mołdawia, czy Gruzja. Ponadto władze Litwy poparły projekt instalacji elementów tzw. tarczy antyrakietowej na terenie Polski i Czech. Do ważniejszych kwestii w stosunkach między obu krajami należy także podobne spojrzenie na politykę energetyczną. Oba państwa sformułowały wspólne stanowisko w sprawie budowy Gazociągu Północnego. 29 września 2006 odbyło się polsko-litewskie forum gospodarcze. W grudniu 2006 roku rządy podjęły decyzję o budowie elektrowni atomowej i utworzeniu wspólnego rynku energetycznego. 15 grudnia 2006 roku sfinalizowano także przejęcie litewskiej Mažeikių Nafta przez polski koncern PKN Orlen. Dobrym kontaktom sprzyja kontynuowany zwyczaj częstych wizyt na najwyższym szczeblu. Kolejny ważny gest nastąpił w 2007 roku, gdy w wyniku decyzji litewskiego Seimasu Święto Narodowe Trzeciego Maja stało się również świętem narodowym Litwy. Z tej okazji 2 maja 2007 odbyły się uroczyste, zsynchronizowane posiedzenia parlamentów obydwu państw. W 2008 roku Marszałek Sejmu RP w czasie wizyty na Litwie wziął udział w obchodach rocznicy wydarzeń pod wieżą telewizyjną z 13 stycznia 1991 roku. Przypomniał wówczas o Polakach wspierających wówczas litewskie aspiracje. Ówczesne zdarzenia jak co roku wspominali szczególnie mieszkańcy Puńska – stolicy Litwinów w Polsce.
Jedną z wciąż budzących emocje kwestii w polsko-litewskich stosunkach pozostają wydarzenia z okresu II wojny światowej. Na nieprzychylną wobec AK postawę opiniotwórczych środowisk litewskich wskazywał m.in. Tygodnik Wileńszczyzny, np. przy okazji wyemitowanego w 2005 roku filmu pt. AK na Litwie – ślepy zaułek historii. W ostatnich latach również i na tym polu pojawiają się jednak inicjatywy pozytywne. 1 września 2004 roku w Wilnie doszło do spotkania weteranów wzajemnych walk. Wcześniej, w czerwcu tego samego roku, odsłonięto pomnik żołnierzy gen. Plechaviciusa w Ponarach. W uroczystości zgodziła się wziąć udział strona polska. Jednocześnie Litwini wystawili wartę honorową przy pobliskim pomniku AK. W tym samym okresie, 20 sierpnia, doszło do rejestracji Klubu Weteranów Armii Krajowej. Dotąd używanie nazwy Armia Krajowa było na Litwie zakazane, a związek kombatantów polskich nosił nazwę Klubu Weteranów. 9 maja 2005 pierwszy raz w historii Litwy oddano oficjalny hołd żołnierzom AK. Na uroczystą akademię w wileńskiej operze przybyła także część przedstawicieli Litewskiego Korpusu Lokalnego. Wcześniejsze próby porozumienia spotykały się z gwałtownymi protestami organizacji nacjonalistycznych, m.in. Vilniji.
Od początku badania opinii Polaków o innych narodowościach wzrastał procent respondentów deklarujących sympatię do Litwinów, z niskiego poziomu 24% w 1993 roku do 38% w 2002 roku, 49% w 2021 roku i 51% w 2024 roku. Znaczący wzrost sympatii zbiegł się z agresywnymi poczynaniami Rosji i wojną rosyjsko-ukraińską. Pod koniec wskazanego okresu Litwini plasowali się na trzecim miejscu wśród statystycznie lubianych sąsiadów Polski (po Czechach i Słowakach). Pod koniec 2022 roku natomiast 90% badanych Litwinów miało dobrą opinię o Polsce – najlepszą z badanych krajów.

### Instytucjonalizacja współpracy

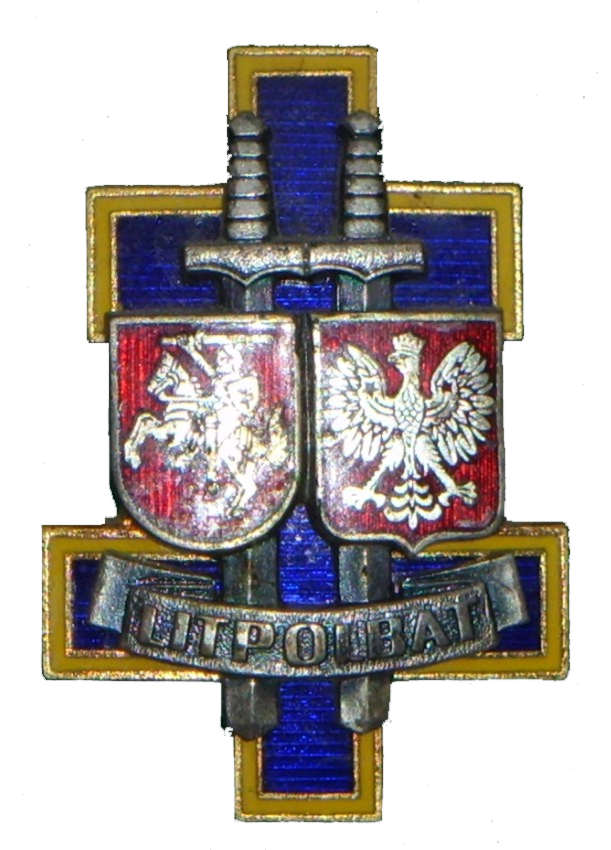
Odznaka pamiątkowa Litewsko-Polskiego Batalionu Sił Pokojowych

Polska i Litwa podejmują również wspólne działania w ramach prac międzyparlamentarnych. Współpraca między polskim Sejmem i litewskim Seimasem prowadzona jest przez trzy grupy: Polsko-Litewską Grupę Parlamentarną, Zgromadzenie Parlamentarne Sejmu i Senatu RP, Sejmu Republiki Litewskiej i Rady Najwyższej Ukrainy oraz Zgromadzenie Poselskie Sejmu RP i Sejmu RL. Oprócz wymienionych stale działają również: Komitet Konsultacyjny Prezydentów Rzeczypospolitej Polskiej i Republiki Litewskiej oraz Rada Współpracy pomiędzy Rządami Litwy i Polski. Posiedzenia wspólnych instytucji odbywają się przeważnie dwa razy w roku. Polska i Litwa rozwijają też swą współpracę w ramach trzech euroregionów – Niemen, Bałtyk i Szeszupa.
Od 1993 roku funkcjonuje polsko-litewska komisja ds. podręczników historii i geografii. Jej głównym zadaniem była praca nad łagodzeniem treści litewskich podręczników, szczególnie w kontekście działań Armii Krajowej oraz osoby marsz. Józefa Piłsudskiego. W maju 2008 roku komisja przyjęła protokół zapowiadający rozpoczęcie prac nad wspólnym podręcznikiem do nauczania historii. Istnieją także organizacje pozarządowe działające na rzecz zbliżenia narodów, jak Forum Dialogu i Współpracy im. Jerzego Giedroycia.

### Współpraca wojskowo-policyjna
Polska udzielała w latach 90. Litwie pomocy materiałowej w organizacji sił zbrojnych, szacowanej do 1999 roku na ok. 4,5 mln USD. Przekazywano Litwie małe partie używanego sprzętu wojskowo-policyjnego, w tym 5 śmigłowców Mi-2, 11 transporterów BRDM-2 i dwa radary Jawor-2M, a także w 1996 roku dziewięć motorówek Szkwał dla straży granicznej.
Od 1999 do 2007 roku działał również Litewsko-Polski Batalion Sił Pokojowych. Polska podarowała w 2000 roku litewskiej części batalionu pewną ilość broni piechoty, w tym 90 karabinków Beryl, radiostacje i 10 transporterów opancerzonych MT-LB. W miejsce batalionu do 2011 roku polskie Ministerstwo Obrony Narodowej przewidywało utworzenie brygady polsko-litewsko-ukraińskiej (umowę podpisano w 2014 roku). Wojska litewskie wchodziły także w skład dowodzonej przez Polaków Wielonarodowej Dywizji Centrum-Południe stacjonującej w Iraku, a następnie żołnierze litewscy współtworzyli polski kontyngent w siłach KFOR w Kosowie. Z kolei w ramach NATO Siły Powietrzne RP strzegą przestrzeni powietrznej państw bałtyckich.

### Mniejszości narodowe
Społeczność litewska w Polsce, która zamieszkiwała II Rzeczpospolitą w liczbie ok. 100 tys., skupiając się głównie w okolicach Wilna i na Suwalszczyźnie, liczy obecnie ok. 5,6 tys. osób.
Polacy są najliczniejszą mniejszością narodową na Litwie i stanowią ok. 6,7% jej mieszkańców. Od kwietnia 2006 wicemerem Wilna był reprezentujący Akcję Wyborczą Polaków na Litwie Artur Ludkowski. W kontekście polskiej mniejszości często wskazuje się na problem, nasilających się zwłaszcza w okresach przedwyborczych, ataków części litewskich mediów na Polaków i politykę państwa polskiego. W maju 2008 roku pojawiły się artykuły opisujące rzekome tendencje rewizjonistyczne występujące w Polsce. Inną trudną kwestią w relacjach związanych z mniejszościami narodowymi był brak możliwości zapisywania nazwisk przez Polaków mieszkających na Litwie w swoim ojczystym języku – kwestia ta została częściowo rozwiązana w styczniu 2022 roku.

## Kalendarium najważniejszych wydarzeń w historii stosunków polsko-litewskich

- 1325 – krótkotrwały sojusz Łokietka z Giedyminem
- 1385 – zawarcie unii w Krewie
- 1392 – ugoda w Ostrowie
- 1401 – unia wileńsko-radomska
- 1410 – wspólne zwycięstwo pod Grunwaldem
- 1413 – unia horodelska
- 1432 – unia grodzieńska
- 1499 – unia krakowsko-wileńska
- 1501 – unia mielnicka
- 1569 – unia lubelska
- 1791 – Zaręczenie Wzajemne Obojga Narodów
- 1795 – III rozbiór Polski
- 1812 – II wojna polska
- 1815 – kongres wiedeński
- 1919 – traktat wersalski
- 1920 – bunt Żeligowskiego
- 1938 – nawiązanie stosunków dyplomatycznych
- 1939 – pakt Ribbentrop-Mołotow
- 1943 – konferencja teherańska – ustalenie przez wielką trójkę zasięgu wpływów sowieckich w Europie Środkowej
- 1991 – uznanie przez Polskę niepodległości Litwy oraz ponowne nawiązanie stosunków dyplomatycznych
- 1992 – wspólna deklaracja min. spraw zagranicznych o przyjaznych stosunkach i dobrosąsiedzkiej współpracy
- 1994 – podpisanie Traktatu między Rzecząpospolitą Polską a Republiką Litewską o przyjaznych stosunkach i dobrosąsiedzkiej współpracy przez prezydentów obydwu państw
- 2004 – wejście obu państw w struktury Unii Europejskiej
- 2007 – Święto Narodowe Trzeciego Maja staje się również świętem narodowym Litwy
- 2010 – ogłoszenie żałoby narodowej na Litwie po tragedii w Smoleńsku
- 2020 – utworzenie Trójkąta Lubelskiego